# Psychologie analytique
Pour les articles homonymes, voir Analytique.
Vous lisez un « article de qualité » labellisé en 2010.

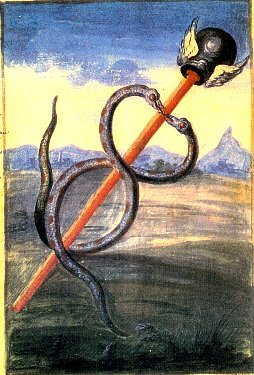
Allégorie alchimique extraite de lAlchimie de Nicolas Flamel, par le Chevalier Denys Molinier (XVIIIe siècle) et représentant les énergies conscientes et inconscientes se combinant pour guérir la personnalité.

La psychologie analytique (Analytische Psychologie en allemand), ou « psychanalyse jungienne », est une théorie psychologique élaborée par le psychiatre suisse Carl Gustav Jung à partir de 1913. Créée au départ pour se différencier de la psychanalyse de Sigmund Freud, elle se propose de faire l'investigation de l'inconscient et de l'« âme », c'est-à-dire de la psyché individuelle.
L'histoire de la psychologie analytique est intimement liée à la biographie de Jung. Représentée dans ses débuts par l'« école de Zurich », avec Eugen Bleuler, Franz Riklin, Alphonse Maeder et Jung, la psychologie analytique est d'abord une théorie des complexes psychiques, jusqu'à ce que ce dernier, dès sa rupture avec Freud, en fasse une méthode d'investigation générale des archétypes et de l'inconscient, ainsi qu'une psychothérapie spécifique.
La psychologie analytique, ou « psychologie complexe » (Komplexe Psychologie en allemand), est à l'origine de nombreux développements, en psychologie comme dans d'autres disciplines. Les continuateurs de Jung sont en effet nombreux, et organisés en sociétés nationales dans le monde. Les applications et développements des postulats posés par Jung ont donné naissance à une littérature dense et multidisciplinaire.
La faisant reposer sur une conception objective de la psyché, Jung a établi sa théorie en développant des concepts clés du domaine de la psychologie et de la psychanalyse, tels celui d'« inconscient collectif », d'« archétype » ou de « synchronicité ». Elle se distingue par sa prise en compte des mythes et traditions, révélateurs de la psyché, de toutes les époques et de tous les continents, par le rêve comme élément central de communication avec l'inconscient et par l'existence d'instances psychiques autonomes comme l'animus pour la femme ou l'anima pour l'homme, la persona ou l'ombre, communs aux deux sexes.
Considérant que le psychisme d'un individu est constitué aussi bien d'éléments de la vie personnelle du sujet que de représentations faisant appel aux mythes et symboles universels, la psychothérapie liée à la psychologie analytique se structure autour du patient et vise au développement du « Soi », par la découverte de cette totalité psychique à travers la notion d'individuation.
Le psychiatre suisse et ses continuateurs, dépassent en outre le cadre épistémologique de la psychanalyse freudienne pour explorer des disciplines comme la science physique ou les types de personnalités, qu'ils incluent dans une théorie psychique dite « analytique ». Cette intégration d'autres disciplines a provoqué des divergences théoriques nombreuses et les critiques de tous bords ont mis en cause la psychologie analytique, accusée d'être une « psychologie des races », voire une mystique.

## Histoire de la psychologie analytique
L'histoire de la psychologie analytique est intimement liée, à ses débuts, à la biographie du psychiatre suisse qui en a jeté les bases : Carl Gustav Jung (1875-1961). Celui-ci est en effet le premier à en développer les postulats, d'abord seul (à la suite de sa rupture avec Freud), puis, peu à peu, il est rejoint par des personnalités du monde médical, psychanalytique ou psychiatrique principalement qui élaborent ainsi une littérature abondante et diversifiée.

### Les débuts: l'«école de Zurich» et la période psychanalytique
Jung commence sa carrière comme psychiatre à la clinique psychiatrique universitaire de Zurich surnommée le « Burghölzli », en 1900. C'est dans cet hôpital universitaire, sous la direction d'Eugen Bleuler qu'il va, petit à petit, constituer sa nouvelle approche. Tout d'abord il amasse une somme importante de rêves et de délires de patients. Il met au point une méthode tenant de la psychanalyse, fondée sur l'échange verbal (talking cure) et sur l'étude des manifestations inconscientes ainsi que sur le transfert. Refusant l'hypnose, comme Freud, Jung développe une approche amplificatoire des symboles oniriques, ce qui le distingue du fondateur de la psychanalyse. Enfin, il décrit un appareil psychique différent de la topique freudienne, notamment par l'hypothèse d'un inconscient collectif, qu'il conceptualise à la suite de l'étude des délires de son patient Emil Schwyzer. Au début, Jung définit cette méthode comme « une observation des profondeurs psychiques », empruntant à son mentor Eugen Bleuler le nom de « psychologie des profondeurs » ou (Tiefenpsychologie en allemand). Son versant expérimental, datant de ses travaux avec Franz Riklin, tente d'approcher les complexes grâce à la méthode dite des « associations de mots ». Il travaille aussi avec le psychanalyste Ludwig Binswanger. Dès ces années, Jung considère que l'inconscient est formé en partie d'éléments psychiques autonomes, souvent personnifiés, et qui influencent le conscient. Il se démarque dès lors de la doctrine des pulsions de Freud. Jung parle à ce moment de « psychologie des complexes ».

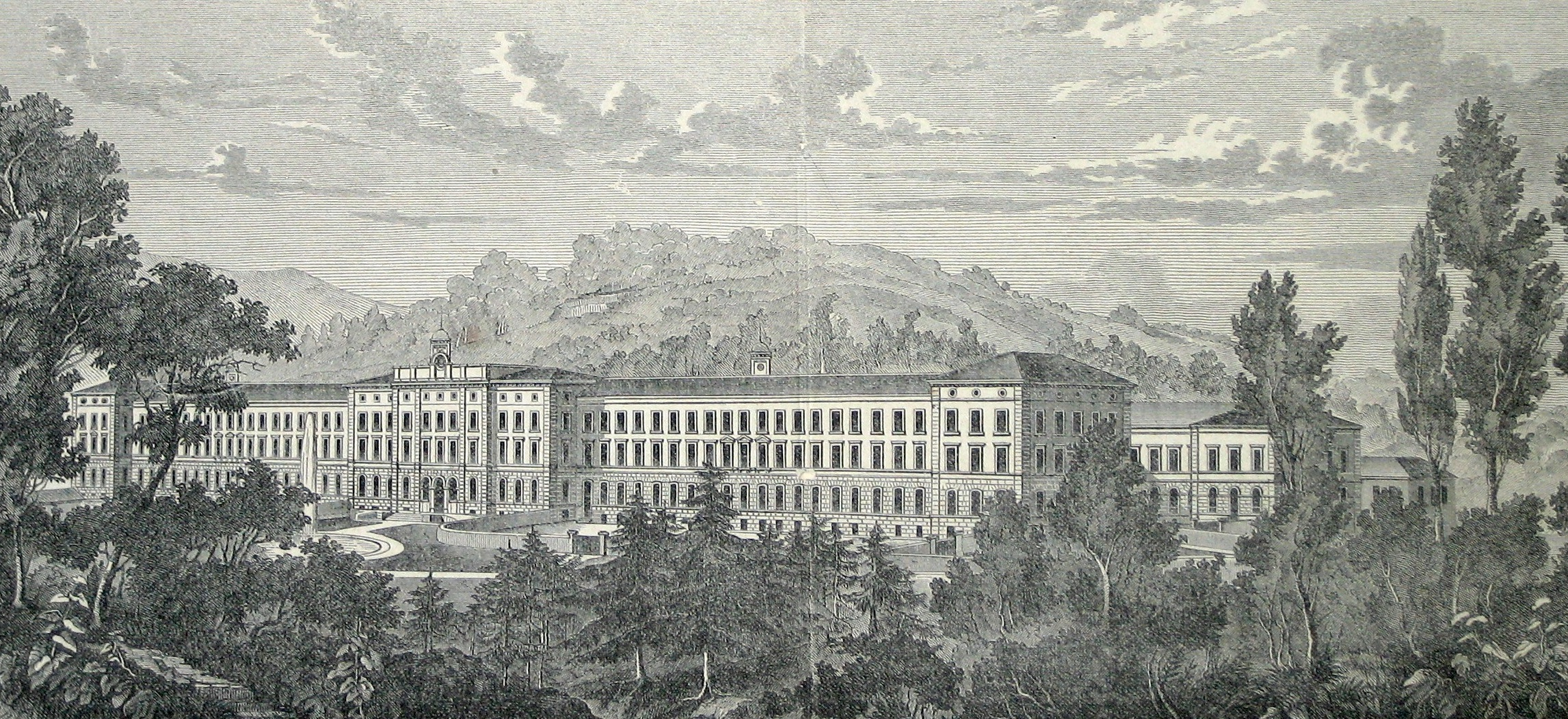
La clinique psychiatrique du Burghölzli vers 1890.

C'est sa position de pionnier de la psychanalyse, et « dauphin » de Freud, qui valent à Jung d'être considéré comme le père de la psychologie analytique. C'est en effet à la suite d'une longue collaboration avec la psychanalyse de Freud, de 1909 à 1913, qu'il peut développer ses concepts et approcher la structure de l'inconscient. Ainsi, en 1910 l'Association Internationale de Psychologie Analytique (« API ») est créée et Jung en est son premier président, et ce jusqu'en 1914. Dès les débuts de la psychanalyse, l'école de Zurich de Bleuler et Jung forme « un noyau de troupe combattant pour la reconnaissance de la psychanalyse » reconnaît Freud. Publiant des Jahrbuch (« Annales ») et accompagnant Freud lors de ses allocutions, le jeune Jung se démarque néanmoins rapidement de l'orthodoxie psychanalytique.
En 1906, Jung publie sa Psychologie de la démence précoce dans laquelle il utilise la psychanalyse mais où pointe déjà sa vision divergente du concept de libido. Cependant Freud signale cet ouvrage comme étant l'un des points d'aboutissement, avec celui de Bleuler sur la schizophrénie, de l'école de Zurich. Aux États-Unis, grâce à ses recherches sur les associations surtout, et à la suite de son allocution à l'université Clark à Worcester, en 1908, Jung est davantage connu que Freud. L'année 1907 marque l'apogée des contributions de l'école suisse à la psychanalyse de Vienne.
C'est un ouvrage de Jung qui va provoquer sa rupture avec la psychanalyse et précipiter la création de la psychologie analytique. Jung rencontre en 1912 « Miss Miller », portée à sa connaissance par les travaux de Théodore Flournoy, et dont le cas névrotique étaye davantage sa théorie de l'inconscient collectif. L'étude de ses visions lui procure les matériaux nécessaires pour fonder son raisonnement, qu'il développe dans l'ouvrage Métamorphoses de l'âme et ses symboles. Freud parle alors d'« hérésie »,. Jung est officiellement banni du cercle psychanalytique viennois dès le mois d'août 1912. Dès lors, le mouvement psychanalytique se divise en deux obédiences : les partisans de Freud d'un côté, avec Karl Abraham (qui écrit une critique de Jung) et Ernest Jones en défenseurs de l'orthodoxie freudienne, et ceux de Jung de l'autre, dont Leonhard Seif (de), Franz Riklin, Johan Van Ophuijsen (bg), Alphonse Maeder.

### Rupture avec Freud et fondation de la psychologie analytique
Ce n'est qu'après avoir rompu avec Freud, en 1914, que Jung donne à sa démarche le nom de « psychologie analytique » parce qu'elle se propose d'analyser et d'identifier les phénomènes de la psyché. Les ouvrages de vulgarisation la feront connaître sous le nom d' « analyse jungienne », terme qui sera repris par ses successeurs pour la différencier de la psychanalyse. Quant à Freud, il l’a toujours ignorée. Le docteur Ernst Bernhard, jungien italien, la nomme par ailleurs la « psychologie individuative » mais Jung préfère parler soit de psychologie analytique, soit, dans ses premiers travaux, de « psychologie complexe »,. Frieda Fordham explique néanmoins que l'expression « psychologie complexe » est plus appropriée que celle de « psychologie analytique » qui prête à confusion avec l'approche du psychologue George Frederick Stout qui est le premier à l'employer en 1886.
Jung définit précisément la psychologie analytique dès août 1913 au XVIIe Congrès International de Médecine organisé à Londres, lors d'une conférence intitulée « General Aspects of Psychoanalysis ». Il y présente cette « nouvelle science psychologique » comme étant née de la « technique analytique », la distinguant de la psychanalyse de Sigmund Freud et de la psychologie des profondeurs d'Eugen Bleuler. Jung y suggère également de libérer la théorie psychanalytique de son « point de vue exclusivement sexuel » en se focalisant sur un nouveau point de vue, énergétique, se fondant sur la pensée d'Henri Bergson et sur le pragmatisme de William James pour son approche épistémologique. Mais ce n'est qu'en 1914, après sa démission de l'Association Internationale de Psychanalyse que Jung organise autour de lui un groupe de médecins qui rejettent comme lui l'école de Vienne. Ces derniers constituent donc l'école de psychanalyse de Zurich. Jung en partage la direction avec Alphonse Maeder qui apporte à la conception des rêves comme compensation psychique une fonction prospective, orientée par la nécessité d'accomplir le développement du sujet. Franz Riklin est quant à lui également affilié à Jung. En 1916 ce dernier publie simultanément une série d'articles à New York et Londres, écrits durant les quatorze dernières précédentes et intitulée Collected Papers on Analytical Psychology. La préface de cet ouvrage constitue un véritable manifeste de ce courant, dans lequel Jung précise ses postulats de travail. Selon Charles Baudouin, « vers la fin de la guerre, Jung est en possession de toutes ses idées directrices », notamment les types psychologiques et les archétypes.
Jung conserve ainsi son obédience à la théorie psychanalytique, disant, dès les débuts de son schisme, qu'il emprunte à la fois à Freud et à Alfred Adler (et sa théorie de la volonté de puissance), pour en faire une synthèse. Sa terminologie change néanmoins suivant le point de vue adopté dans ses investigations. Sa démarche n'est plus exclusivement sexuelle et la valeur du symbole se détourne de l'orientation freudienne, enfin, la méthode synthétique et prospective est privilégiée. Néanmoins la création de la psychologie analytique n'est pas quelque chose de consciemment recherché, Jung évoluant dès 1914 et jusqu'en 1918 dans une phase de régression et de « dépression créatrice » qui lui permet de se confronter à l'inconscient. Sa façon de diriger la cure analytique s'en ressent ; il cherche alors chez ses patients les éléments de leurs « mythes personnels » et donne là les premiers signes d'une future théorie cohérente et distincte de celle de Freud et qu'il appelle à cette époque alternativement « psychologie analytique » ou « psychologie prospective ».
Jung constitue donc autour de lui et de sa femme Emma un cercle de partisans formé d'Eugène Bleuler, de Franz Riklin (auteur d'une volumineuse étude sur la symbolique dans les contes intitulée Wunscherfüllung und Symbolik im Märchen en 1908), d'Alphonse Maeder (qui permet également la diffusion de la psychanalyse en France,), d'Adolf Keller (en), de Toni Wolff, d'Hans Trüb et d'Herbert Oczeret. Jung réunit également chez lui des sommités du monde intellectuel comme le chimiste Hans Eduard Fierz (de), ainsi que le mystique juif Siegmund Hurwitz (en). Contrairement à la psychanalyse de Freud, la psychologie jungienne s’est raccordée à d'autres disciplines.
Jung et ses partisans fondent donc le « Club psychologique de Zurich, » qui réunit nombre de personnes différentes et qui devient l'Association de Psychologie Analytique le 30 octobre 1914 et dont Jung est le premier président. Cette association a pour but avoué de promouvoir les théories de Jung et rassemble la plupart des analystes zurichois qui ont rompu avec Freud. Elle suit néanmoins les principes de l'école suisse de psychanalyse, mais on s'y intéresse davantage aux moyens d'aider les gens « à améliorer leurs capacités d'adaptation à la vie ».
À ce moment-là de sa vie, Jung est considéré comme le seul théoricien analytique capable de rivaliser avec l'homme de Vienne,, d'autant plus que la psychologie analytique s'implante aux États-Unis, avec les analystes Kristine Mann et Eleanor Bertine et en Angleterre, avec Mary Esther Harding, qui fonde en 1922 le Club Psychanalytique de Londres. Par ailleurs, le docteur Helton Godwin Baynes traduit les œuvres de Jung en langue anglaise. Au Club de Zurich, certaines dissensions aboutissent néanmoins à des départs, avec le cercle des fidèles de Jung d'une part et le cercle de Riklin d'autre part. Oskar Pfister notamment dénonce le culte de la personnalité autour de Jung.

### L'institut C. G. Jung et le «groupe de Munich»
En 1925, à Zurich, a lieu la première conférence de l'Association de Psychologie Analytique intitulée « La psychologie analytique », au cours de laquelle Jung donne une histoire de sa pensée, revenant aussi sur ce qu'il nomme « les années Freud ». Dès lors, Jung s'entoure d'hommes et de femmes qui le suivront jusqu'à la fin de sa vie. Aniéla Jaffé est d'abord secrétaire de l'Institut à partir de 1947 avant de devenir sa secrétaire personnelle à partir de 1955 et ce jusque dans ses dernières années. Barbara Hannah est sa continuatrice aux États-Unis alors que James Kirsch, Carl Alfred Meier, seul analyste qualifié par Jung de « disciple et de dauphin », et Jolande Jacobi (qui passe son doctorat de psychologie dans le seul espoir de l'aider dans son travail) le représentent en Europe. Jung fait aussi la connaissance en 1933 de celle qui sera sa continuatrice principale, Marie Louise von Franz.
Cependant, la psychologie analytique va connaître dès 1933, lorsque Jung remplace Ernst Kretschmer à la présidence de Société Internationale de Psychothérapie, alors récupérée par les nazis, sa période la plus trouble. Son critique principal, Richard Noll argue que Jung est alors, de sa volonté même, « Reichsführer » de la psychothérapie en Allemagne, souhaitant contrôler la société freudienne de psychanalyse. Jung quitte la présidence en 1940 non sans avoir empêché que des concepts de la psychologie analytique, comme celui d'inconscient collectif, n'aient été récupérés à des fins de propagande idéologique.
En 1935, devant le succès des ralliements, le Club psychologique devient une association professionnelle, la Scweirzerische Gesellschaft für praktische Psychologie, groupant médecins et psychologues autour de Jung. Depuis 1933, existe également le cercle d'Eranos (ou « Journées d'Eranos ») à l'initiative d'une admiratrice de Jung, Olga Froebe-Kapteyn. Il s'agit d'un rendez-vous de spécialistes de disciplines diverses, à Ascona, en Suisse italienne, autour de l'étude du symbolisme et qui s'impose rapidement comme un lieu d'humanisme. Eranos concerne au début nombre d'analystes jungiens, mais également des personnalités scientifiques comme Mircea Eliade ou Paul Radin. Olga Fröbe-Kapteyn fonde également l'« ARAS », pour Archive for Research in Archetypal Symbolism, une entreprise de catalogage des symboles, images de rêves et autres manifestations des archétypes à travers les âges et les cultures, initiée en 1933.
En 1948, Jung rédige les statuts de fondation d'un institut destiné à faire se rencontrer des éminents spécialistes de diverses disciplines, dans une orientation commune, celle de la psychologie analytique. Il y enseigne jusqu'à sa mort et guide toute une génération d'étudiants qui poursuivent ses recherches. Carl Alfred Meier en est le premier président et, depuis le 26 juillet 1955, date du 80e anniversaire de Jung, l'AIPA, qui siège à Zurich, rassemble toutes les sociétés jungiennes du monde. Un Kuratorium est également créé, dont Jung est le président, épaulé par Medard Boss. L'institut publie régulièrement des Études qui hissent la psychologie analytique au rang de théorie psychologie de premier ordre. Le premier volume est signé du Professeur Carl Alfred Meier et est consacré aux incubations et aux symboles de la guérison dans les rêves. L'étude compte également les travaux d'Hans Schaer sur les « Représentations du salut », ceux de Gerhard P. Zacharias, de Siegmund Hurwitz ou d'Edgar Herzog, auteur de Psyche und Tod (La Psyché et la mort), lié aux thèmes oniriques morbides. Des ouvrages écrits en coopération apparaissent également, ainsi celui de Marie Louise von Franz et d'Emma Jung sur La Légende du Graal (1961).

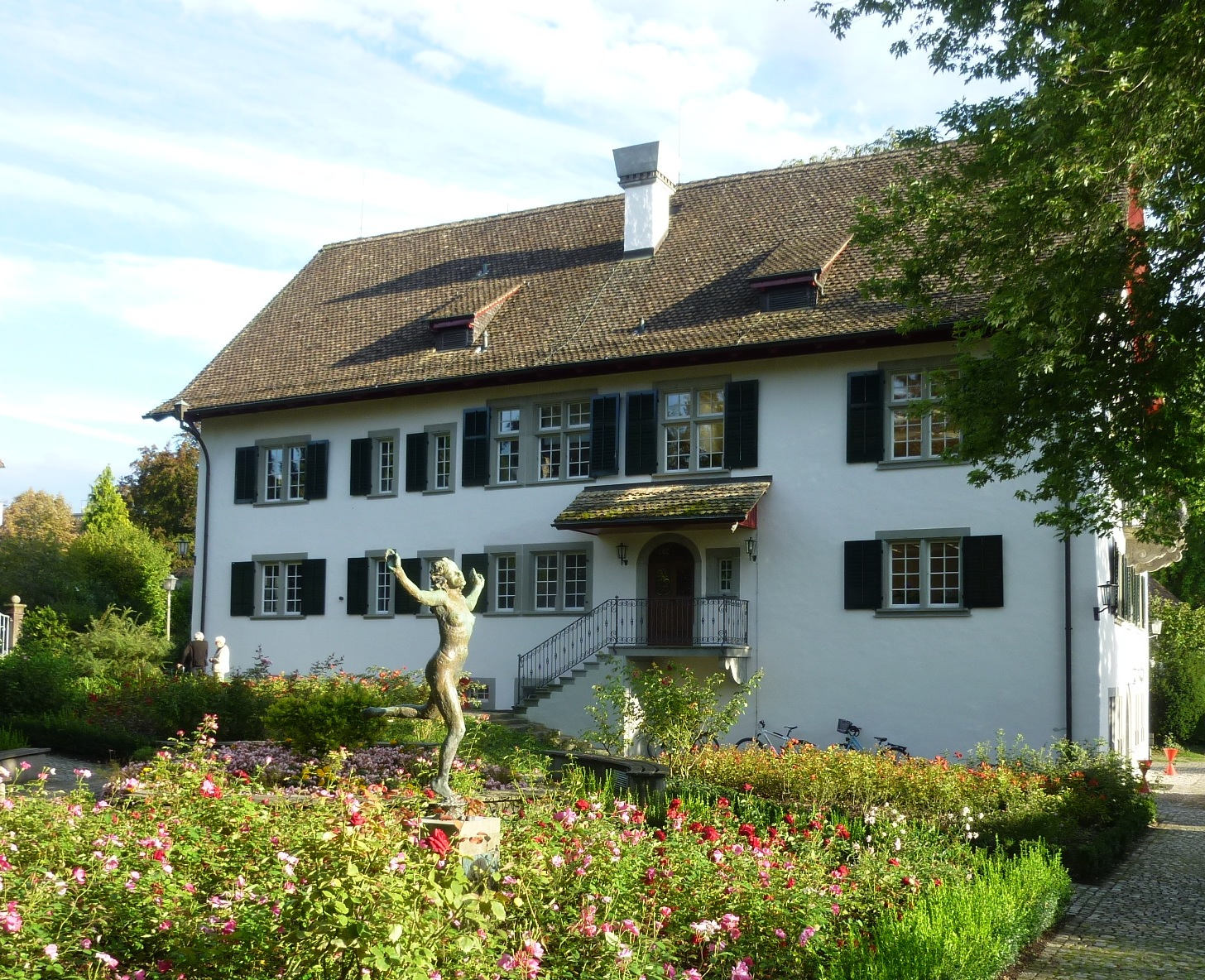
La maison abritant l'Institut C. G. Jung à Küsnacht.

Le groupe de Munich est, après celui de Zurich, le plus prolifique en termes de recherches et en particulier après la Seconde Guerre mondiale. Il publie, en deux volumes, une étude dense intitulée Reich der Seele (Royaume de l'âme en français) et animée par le Dr Gustav R. Heyer et le Pr Friedrich Seifert. Ils y examinent l'imagerie de la psyché à travers les âges et les civilisations. Heyer traite également de l'aspect thérapeutique, en s'attachant à montrer que le masochisme peut être résolu par une approche non sexualiste mais tenant du collectif. Selon lui, la sexualité peut elle aussi signifier autre chose qu'elle-même, en cela elle ne peut être, comme chez Freud, le seul niveau de lecture des psychopathologies. L'étude rassemble d'autres jungiens se concentrant davantage sur l'anthropologie tels Hilde Supan-Schwerdt qui distingue deux psychismes, l'un spirituel et l'autre matériel ou l'indianiste et ami de longue date de Jung, Heinrich Zimmer. Ce dernier décrypte l'imagerie liée à l'inconscient dans la religion indienne et établit un parallèle entre la figure du gourou et celle de l'analyste européen. Le groupe de Munich compte également S. Strauss-Kloebe, M. von Hornstein, E. Weippert ou Lucy Heyer.

### Internationalisation de la psychologie analytique
L'histoire de la psychologie analytique a eu très tôt des échos dans les pays anglo-saxons et en premier lieu au Royaume-Uni. Nombre de patients de Jung étaient en effet des Américains ou des Britanniques, qui fondèrent par la suite des institutions dans leurs pays respectifs. Il y eut également des analystes en URSS, à l'insu du pouvoir, avec des analystes comme Emilii Medtner ou Valery Zelensky. Cependant, d'autres pays ont accueilli la théorie jungienne, malgré l'ancrage de la psychanalyse de Freud dans les cercles universitaires comme l'Allemagne ou l'Italie pour les plus importants. « Dans certains pays, comme l'Italie, la psychologie analytique reste même, pendant des années, la seule forme de psychanalyse connue, sans doute parce que l'intérêt de Jung pour le phénomène religieux rend ses théories plus admissibles » dans un pays catholique. Des universités américaines offrent aujourd'hui des cours et des formations à la démarche jungienne comme la Pacifica Graduate Institute en Californie. Sur le modèle de l'Institut C. G. Jung de Zurich où le psychiatre suisse a officié, se sont également créés des instituts de formation à l'analyse et de recherches comme le C. G. Jung Institute of New York. Existent également des instituts locaux, à Los Angeles, San Francisco et Chicago.
Selon Christian Delacampagne l'école jungienne a évolué dans deux directions : en France, au Royaume-Uni et aux États-Unis une partie de ses membres l'ont professionnalisé au sein d'organisations structurées, une autre partie, depuis, a tenté de la prolonger, revendiquant son influence orientale et son art de vivre, proche de la mouvance New Age. La Société suisse de psychologie analytique, constituée à Zurich le 17 août 1957, est ainsi la première à se définir comme strictement réservée aux praticiens de l'analyse. Son premier président est Kurt Binswanger, à qui succède Fierz-Monnier en 1961. Sur son modèle, nombre de sociétés professionnelles vont apparaître dans différents pays au point de se regrouper, en 1958, sous l'autorité d'une Société internationale de psychologie analytique dont le premier président est Robert Moody, suivi par Franz Riklin. L'autre branche donnera naissance à divers courants de développement personnel ou de pratiques alternatives proches du syncrétisme spiritualiste.
Après la création d'instituts et d'associations de recherche en psychologie analytique, l'organisation de congrès réguliers, un certain nombre d'auteurs vont émerger, poursuivant les travaux de Jung et en en développant la portée dans le domaine de la médecine et de la psychiatrie surtout. L'étude des psychoses, initiée par Jung et Bleuler, est synthétisée par M. Schehaye. Mary Esther Harding poursuit l'étude des symboles du Soi (Journal into Selft, 1956), Erich Neumann s'intéresse à l'influence du génétique, H. K. Fierz-Monnier se concentre sur la signification clinique des types jungiens, Renée Brand étudie le phénomène de transfert analytique et Albert Jung analyse la réalisation de soi. L'examen des rêves d'enfant selon la conception culturelle de Jung va également entrer en psychiatrie grâce à plusieurs figures : Michael Fordham, W. Zublin, Robert Moody (sur la fonction du contre-transfert) et A. Plaut.
Dès le début de la psychologie analytique, l'Allemagne est réceptive aux apports de Jung, en raison de son activité à Zurich et du fait qu'il est germanophone. L'Institut de Stuttgart notamment propose des formations théoriques, ainsi que l'Institut de Munich et de Köln. En Suisse, l'Institut de Küsnacht est le premier à s'établir en 1948. Il existe par ailleurs le Deutsche Gesellschaft für Analytische Psychologie de Stuttgart. Enfin l'Institut de Zurich est parmi les plus reconnus au monde et en Suisse, à tel point que la très réputé Klinik am Zurichberg permet aux étudiants jungiens d'appliquer la psychologie analytique à des patients hospitalisés. En Italie, une seule organisation existe : la Associazione Italiana di Psicologia Analitica, implantée à Rome, Florence, Milan et Naples, et à laquelle sont rattachés des analystes jungiens italiens de renom parmi lesquels Ernst Bernhard, Mario Trevi, Aldo Carotenuto et Silvia Montefoschi.
Historiquement, en dépit de trois personnalités d'importance, Henri Corbin, Gilles Quispel et Élie Humbert, la France est en retard dans la découverte des travaux de Jung. La Société française de psychologie analytique, fut fondée en 1969 et depuis 2014. De nombreuses autres associations existent également : le Groupe d'Études C. G. Jung, Les Cahiers jungiens de psychanalyse et la Revue de Psychologie Analytique qui éditent des études de spécialistes jungiens, et le Cercle francophone de recherche et d'information C. G. Jung, présidé par Michel Cazenave et qui possède une université. En Belgique, il existe une École belge de psychanalyse jungienne à Bruxelles aux côtés d'une Société belge de psychologie analytique. Au Canada, il existe une Association of Jungian Analysts basée en Ontario ; au Brésil une Associação Junguiana do Brasil ainsi que le Groupe Jung de Buenos Aires ; en Colombie, les Amigos de Jung ; en Argentine, la Fundacion de Psicologia Analitica de la Republica Argentina ; en Suède, le CJP Center for Jungian Psychology ; en Israël, la New Israeli Jungian Society d'Eward F. Edinger, contemporain de Jung.
Les analystes jungiens vont non seulement propager la psychothérapie analytique mais également poursuivre les travaux de Jung sur les rêves, les archétypes et sur certains concepts comme la synchronicité ou la symbolique des nombres. Marie Louise von Franz est ainsi la principale continuatrice de Jung. Reliant l'alchimie, les mathématiques et les contes de fées à l'analyse jungienne, elle étend sa méthode et publie aussi la plupart des manuscrits inachevés de Jung. Les analystes actuels, James Hillman, John Beebe, Anthony Steven ou Clifford Mayes, ont véritablement assimilé, puis approfondi la psychologie analytique de Jung.

## Développements de la psychologie analytique
Les nombreuses approches de Carl Gustav Jung ont donné lieu à des continuités théoriques, des recherches et des pratiques diverses aussi. Parmi les domaines ayant donné lieu à des continuations, les plus connus sont : la typologie psychologique, les psychothérapies d'inspiration jungienne, l'éducation et la pédagogie et l'étude des archétypes notamment. Une série de personnalités de diverses disciplines, analystes ou non, témoignent de la pérennité et du développement constant de la psychologie analytique.

### Courants de la psychologie analytique

#### Psychologie archétypale
Le psychothérapeute américain et premier directeur de l'Institut Jung de Zurich, en 1959, James Hillman, étudie les manifestations symboliques modernes, et surtout celles faisant jour dans des pathologies comme l'anxiété, l'onanisme ou la folie. Hillman se définit lui-même comme un analyste « écopsychologique » et nomme son approche la « psychologie archétypale ». Il voit dans l'activité onirique la clé de l'équilibre personnel, expliquant que le rêve contient les « données archaïques qui créent les phantasmes. » L'interprétation ne peut être littérale, autrement elle simplifie à outrance. L'émotion et le processus de métaphorisation de l'imagination sont premiers sur l'interprétation intellectuelle. L'inconscient collectif est selon Hillman un « enfer intérieur » (« Unterwelt » en allemand), source du renouveau de la personnalité.
La mythologie permet donc d'expliquer les pathologies, mais aussi de donner des clés appropriées pour la thérapie. Hillman recommande donc un « retour à la Grèce », en distinguant deux voies modernes : l'« approche monocentrique », marquée par la pensée chrétienne et judaïque, celle du Moi, et « la voie helléniste », celle de l'inconscient, polycentrique et qui nourrit Le polythéisme de l'âme (1982). Hillman ne reconnaît par ailleurs pas les nombreux concepts établis par Jung comme le processus d'individuation, et dénonce le « mythe de l'analyse », si bien que certains le considèrent comme un « anti-jungien ». Les travaux du mythologue américain Joseph Campbell sont proches de ceux d'Hillman. Cet anthropologue américain a ainsi étudié les domaines de la mythologie comparée et de la religion comparée dans une approche psychologique, dans le but de découvrir les schémas fondamentaux et archétypiques de la croyance et du mythe. Il a développé une théorie du « monomythe », c'est-à-dire l'idée que tous les mythes du monde racontent essentiellement la même histoire, sur laquelle ils ne sont que des variations. Dans son essai de 1949, Le Héros aux mille et un visages (The Hero with a Thousand Faces) Campbell analyse les variations d'images et les métaphores utilisées de tous temps pour symboliser les transformations psychiques de l'individu dans une méthode proche de celle d'Hillman, c'est-à-dire fondée sur l'interprétation émotionnelle.

#### Éducation et psychologie analytique

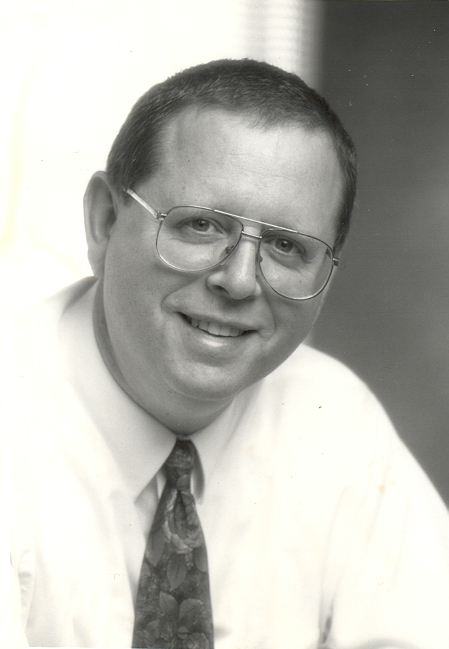
L'analyste Clifford Mayes.

L'ouvrage de Carl Gustav Jung, Psychologie et éducation, est le premier à mêler psychologie analytique et pédagogie. Cette étude donna lieu par la suite à la création d'une pensée jungienne de l'éducation. David Lucas dans son article « Carl Gustav Jung et la révolution copernicienne de la pédagogie » résume ainsi cette fusion de la psychologie de Jung avec les catégories de l'éducation, considérée comme praxis : « L’œuvre de Carl Gustav Jung conduit à considérer que la relation pédagogique ne met pas seulement en jeu des contenus ou des consignes rationnelles, mais aussi une influence tenant à la sensibilité et à la personnalité du pédagogue. L’éducation n’est alors plus de l’ordre du seul discours, mais tient également aux dispositions psychiques de l’adulte. Or ces dispositions échappent largement aux méthodes pédagogiques programmées d’avance, et dépendent au contraire de ce que l’éducateur est dans le plus intime de sa psychologie. Cette attention portée à l’équation personnelle de l’adulte constitue une véritable révolution copernicienne de la pédagogie, car si l’être de l’éducateur devient la principale détermination de l’influence qu’il exerce sur l’enfance, ce sera tout d’abord lui qui devra être éduqué ».
Ce type de travaux permet une approche nouvelle du nourrisson notamment, approche initiée surtout par Michael Fordham (Vom Seelenleben des Kindes, 1948). Charles Baudouin cite également G. H. Graber (Seelenspiegel des Kindes, 1948) et Charlotte Geitel (« L'enfant introverti », in Reich der Seele, 1937). L'« archetypal pedagogy » (ou « pédagogie archétypale » en français) est le nom d'une pédagogie fondée sur la psychologie analytique et synthétisée par les travaux de Clifford Mayes (Jung And Education: Elements Of An Archetypal Pedagogy).

### Influence sur les sciences humaines

#### Ethnologie et anthropologie de l'imaginaire
L'étude des mythologies comparées a bénéficié de la psychologie analytique, notamment à travers le concept d'« archétype ». Deux figures ont en effet intégré une partie de la démarche de Jung au sein des études mythologiques. Le mythologue Hongrois Károly Kerényi, tout d'abord, a collaboré plusieurs fois avec Jung, dans Introduction à l'essence de la mythologie (1953) puis dans Le Fripon divin (1958), avec l'anthropologue américain Paul Radin également. Mircéa Eliade parle lui aussi d'« une continuité entre les univers onirique et mythologique » et soulignée par les trois hommes.
Des ethnologues jungiens ont par ailleurs très tôt permis une diversification disciplinaire de la théorie de Jung. Ainsi John Layard, qui étudie l'endogamie et les rites de mariage dans diverses cultures dans The incest Taboo and the Virgin Archetype (1945), et Erich Neumann, qui élabore quant à lui une analyse historique et culturelle de la figure du héros comme symbole du Moi agissant. La notion d'archétype a également influencé la conception anhistorique de l'imaginaire de Gaston Bachelard notamment à partir de son livre La Terre et les Rêveries du repos (1946). Jung a également travaillé avec l'indianiste Heinrich Zimmer (Myths and Symbols in Indian Art and Civilization, 1946) et avec le sinologue et traducteur du Yi King, Richard Wilhelm.

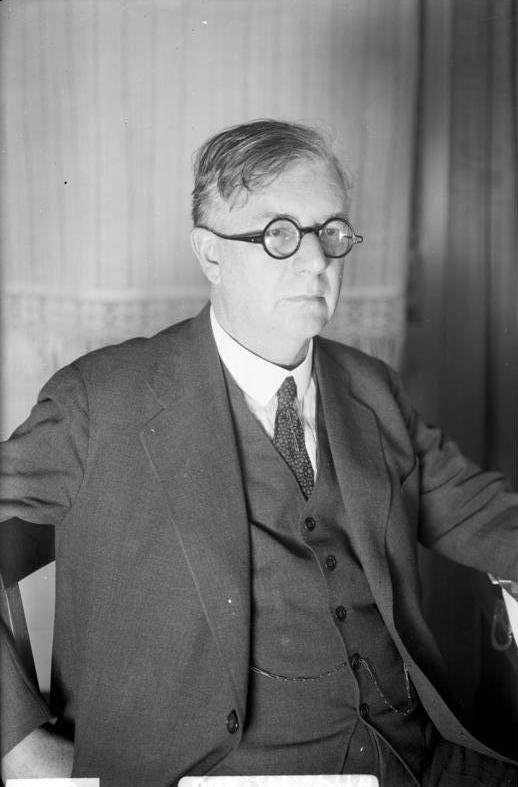
Le sinologue, et ami de Carl Gustav Jung, Richard Wilhelm.

#### Archétypologie et esthétique
L'analyse des manifestations archétypales conduit nombre d'analystes à étudier l'œuvre d'art et la littérature dans une perspective jungienne. Charles Mauron nomme cette approche la « psychocritique », et, s'il emprunte nombre de concepts à la méthode de Freud, l'examen des conditions psychiques personnelles est, selon ses mots, tiré des travaux de Jung. Jennifer Waelti-Walters étudie les thèmes archétypaux liés au mythe d'Icare dans l'œuvre de Jean-Marie Le Clézio. L'analyste jungienne belge Gilberte Aigrisse a également publié « Une interprétation jungienne de quelques toiles de van Gogh » alors que James Kirsch étudie le symbolisme dans Moby Dick d'Herman Melville, à travers le complexe d'inflation.
Charles Baudouin a par ailleurs proposé diverses lectures de grands auteurs, tels Molière ou Jean Racine. Enfin Gilbert Durand, à travers son ouvrage Les Structures anthropologiques de l'imaginaire, s'appuyant sur les archétypes et leurs dynamismes de représentation, établit deux régimes esthétiques : le « diurne » et le « nocturne ». La mythanalyse, qu'il développe avec Pierre Solié, se veut aussi être une « archétypologie ». Durand a également réalisé un travail d'élargissement de l'archétypologie vers le domaine artistique, notamment dans Beaux-arts et archétypes : la religion de l'art (1989) en introduction duquel il explique que : « la philosophie de l'archétype est encore sinon à illustrer (...) mais bien à défendre un quart de siècle après la disparition de l'« inventeur » de cette notion, Carl Gustav Jung ». Le critique et spécialiste de la littérature Northrop Frye qui publie en 1949 Anatomy of Criticism se réfère directement à la théorie des archétypes de Jung, qui sont pour lui des « modèles thématiques ou purement littéraires, indifférents aux règles de la vraisemblance ». En somme, les mythes sont « les principes structurels de la littérature ». Le critique littéraire Georges Poulet, enfin, a notamment transposé les modèles jungiens dans l'étude des textes et des univers de fiction.

#### Les psychothérapies d’inspiration psychanalytique
Indirectement, la théorie de Jung a eu une profonde influence sur la société et sur les psychothérapies d’inspiration psychanalytique (« PIP »). En effet, les notions jungiennes ont connu une réactualisation au sein des psychothérapies, notamment celle de la « cure analytique », consistant en un face-à-face avec le patient. Élisabeth Roudinesco et Michel Plon, dans leur Dictionnaire de la psychanalyse expliquent : « Les deux grandes écoles de psychothérapie du XXe siècle sont l'école de psychologie analytique fondée par Carl Gustav Jung et l'école de psychologie individuelle fondée par Alfred Adler, nées toutes deux d'une dissidence avec celle fondée par Freud ». La thérapie du « jeu de sable » est également issue de la psychologie analytique. Développé par Dora Kalff à partir du « jeu du monde » de Margaret Lowenfeld (en), il s'agit pour le patient, adulte ou enfant, de donner forme, avec du sable sec et humide, et des figurines, aux images inconscientes et imaginaires. Ce jeu fait écho à un épisode de la vie de Jung, quand il dut se confronter à l'inconscient. Le jeu lui permet alors de canaliser les images émanant de la psyché.
Plusieurs autres méthodes psychothérapeutiques empruntent à la psychologie analytique. Charles Baudouin cite pèle-mêle : la méthode de Paul Bjerre, celle de Léopold Szondi, créateur de la notion d'« inconscient familial » et de la « psychologie du destin », de Robert Desoille et son approche du « rêve éveillé », de Paul Diel et de sa « psychologie de la motivation », de Ludwig Binswanger et Medard Boss, créateurs de l'« analyse existentielle ». Les pratiques d'Igor Caruso et de Paul Tournier (la « médecine de la personne »), ainsi que d'A. Stocker, entre autres, sont également influencées par la psychologie analytique. Le psychothérapeute Paul Watzlawick, qui étudia à l'institut C. G. Jung de Zurich de 1949 à 1954, fonde sa thérapie familiale sur l'hypothèse d'un inconscient familial proche de l'inconscient collectif de Jung. Stephen Gilligan qui développa la « créativité générative », proche des techniques de l'hypnose ericksonienne, et qui reprend l'idée d'un inconscient créateur dont l'expression est le Soi.

#### La caractérologie et la typologie
Dès ses débuts, la psychologie jungienne a intéressé la psychologie expérimentale et la psychométrie, notamment aux États-Unis. Ainsi, C. A. Neymlann et K. D. Kohlstedt, dans Diagnostic test for introversion-extraversion (1928) établissent un questionnaire fondé sur la typologie de Jung. Laird (1926) puis Flemming (1927) l'utilisent dans les procédures de recrutement ou de reconversion. Les types psychologiques ont ainsi une influence féconde sur une génération de psychologues : Katherine Cook Briggs et sa fille, Isabel Briggs Myers, en 1962, développent le questionnaire MBTI (pour Myers-Briggs Type Indicator), utilisé dans certaines méthodes de coaching et provenant largement de la classification en types de Jung.
La socionique est une autre théorie des relations entre les types de personnalités inspirée également des types psychiques, créée par Aushra Augustinavichute, dans les pays de l'Est, dès les années 1990. Par ailleurs, la typologie jungienne de la personnalité a nettement influencé la graphologie et la caractérologie dite de l'« école de Groningue ». Une élève de Jung, Ania Teillard, auteur des Types psychologiques de Jung et leur expression dans l'écriture (1946) et de L'Âme et l'écriture (1948) met en relief les correspondances graphiques et les types psychiques. Enfin, le psychiatre et neurologue suisse Hermann Rorschach s'inspira de la typologie de Jung pour bâtir son test projectif et portant son nom, publié dans Psychodiagnostic (1921) et très utilisé aujourd'hui.

#### Éthique, sociologie et économie
Le professeur d'économie et sociologue Eugen Böhler enfin appliqua la théorie jungienne au comportement de masse, expliquant que la vie économique « est moins régie par les intérêts du pays que par des impulsions collectives issues des fantasmes et des mythes » alors qu'Erich Neumann, dans Tiefenpsychologie und neue Ethik (1947) explique en quoi la vision jungienne renouvelle la morale, en se fondant sur le psychisme. Il a décrit le phénomène de la « souffrance représentative » par lequel un individu partage et exprime le fardeau d’un collectif et qu’il peut « détoxifier » par son travail thérapeutique individuel, suivant la formule de Jung selon laquelle tout changement sociétal est d'abord personnel. Hans Trüb, dans Du Soi au monde (1947) étudie la figure du Soi dans l'imaginaire jungien, source d'une nouvelle éthique s'il elle n'est pas confondue avec la figure de Dieu.

## Fondements philosophiques et épistémologiques

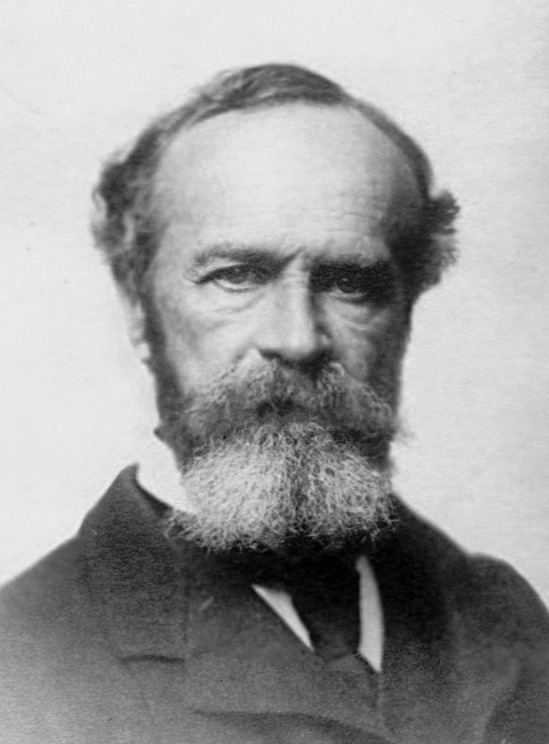
Le philosophe pragmatiste américain William James a beaucoup influencé la pensée de C. G. Jung.

### Héritage philosophique
Carl Gustav Jung se réclame principalement du courant philosophique de l'Américain William James, fondateur du pragmatisme, et qu'il a rencontré lors de son séjour aux États-Unis, en 1909. Jung y fait également la connaissance d'autres figures de ce courant comme John Dewey ou Franz Boas en anthropologie. Le pragmatisme est pour Jung la voie sûre pour asseoir la psychologie sur des bases scientifiques selon Sonu Shamdasani. En ce sens sa théorie est une observation des phénomènes, une phénoménologie selon ses mots. Le psychologisme est suspect à ses yeux. Tout au long de ses écrits, Jung voit dans l'empirisme non seulement le gage d'une neutralité de méthode mais aussi le respect d'un principe éthique qui doit être la règle du psychologue : « Je considère donc comme un devoir moral de ne pas émettre d'assertions sur les choses que l'on ne peut voir et dont on ne peut démontrer l'existence, et je considère que l'on commet un abus de pouvoir épistémologique quand on le fait malgré tout. Ces règles valent pour les sciences expérimentales. La métaphysique en observe d'autres. Je me considère comme tenu de respecter les règles de la science expérimentale. En conséquence on ne trouvera pas dans mes travaux d'assertions métaphysiques, ni - nota bene - la négation d'assertions métaphysiques » explique-t-il.
Selon Luigi Aurigemma, la pensée de Jung est également marquée par celle d'Emmanuel Kant, et plus généralement par la philosophie rationaliste allemande. Ses conférences dévoilent sa parfaite assimilation de la pensée kantienne, en particulier des textes Critique de la raison pure et Critique de la raison pratique. La pensée de Jung appartient pour Luigi Aurigemma au « relativisme épistémologique » car elle « ne postule aucune croyance de nature métaphysique ». Jung utilise en effet la grille rationaliste de Kant pour brider sa pensée et s'interdire des excursions dans le métaphysique. Pour Françoise Parot, et a contrario de la « pensée rationalisante », Jung est l'« héritier des mystiques » (Maître Eckhart de Hochheim, saint Augustin ou Hildegarde de Bingen) et des Romantiques, qu'ils soient scientifiques, comme Carl Gustav Carus ou Gotthilf Heinrich von Schubert en particulier, ou philosophes et écrivains, tels Nietzsche, Goethe, et Schopenhauer, dans sa conceptualisation de l'inconscient en particulier. Quant à sa typologie elle est profondément dépendante de la pensée de Carl Spitteler et de son concept d'« imago ».

### Héritage scientifique

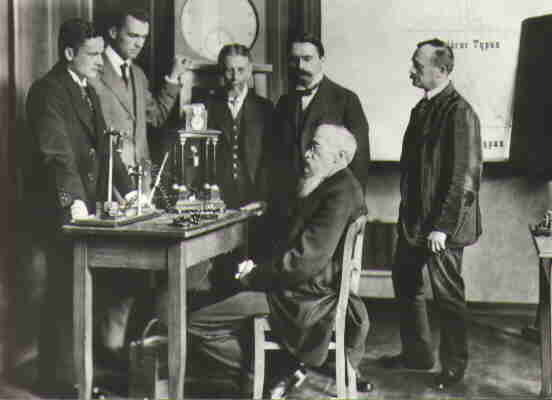
Le groupe de recherche de Wilhelm Wundt en 1880.

Jung étant psychiatre de formation, il possède une connaissance approfondie de l'état des sciences de son temps. Il se réfère en effet régulièrement à la psychologie expérimentale de Wilhelm Wundt. Son test des associations de mots établi avec Franz Riklin est de fait l'application directe de la théorie de Wundt. Bien que la psychologie analytique doive beaucoup à Sigmund Freud, Jung emprunte des concepts à d'autres théories de son temps. Ainsi, l'expression d'« abaissement du niveau mental » provient des recherches du psychologue français Pierre Janet dont Jung a suivi les cours pendant ses années d'étude en France, en 1901. Jung utilise par ailleurs le concept de « participation mystique » qu'il doit à l'ethnologue français Lucien Lévy-Bruhl, et qu'il l'utilise pour décrire « le fait surprenant que [les primitifs] éprouvent des relations qui échappent à la compréhension logique », à l'image de cette tribu d'Amérique du Sud rencontrée lors d'un de ses voyages et dans laquelle les hommes prétendent qu'ils sont des aras rouges. Enfin, l'expression anglaise de « pattern of behaviour », qui sert de synonyme pour les archétypes jungiens provient de l'éthologie.
Néanmoins, l'apport principal qui façonna la psychologie analytique demeure la psychanalyse de Freud, et dont Jung repris nombre de concepts, en particulier la méthode d'investigation de l'inconscient par les associations d'idées. Les apports d'autres analystes sont également intégrés à sa démarche, tels ceux de Sándor Ferenczi (Jung s'appuie sur sa notion d'« affect ») ou Ludwig Binswanger avec la daseinsanalyse. Jung affirme ainsi que « la contribution de Freud à notre connaissance de la psyché est, sans aucun doute, de la plus haute importance. Elle offre une information pénétrante des sombres recoins de l’âme et du caractère humain, qui ne peut être comparée qu’à la Généalogie de la morale de Nietzsche. À cet égard, Freud fut l’un des grands critiques culturels du XIXe siècle ».

### Différences avec la psychanalyse
La psychologie analytique ne reconnaît pas les postulats fondamentaux de la psychanalyse et propose deux ruptures majeures vis-à-vis de la théorie freudienne : l’existence d’un inconscient « double », à la fois individuel et collectif et le sens donné au concept de « libido ». Jung élargit en effet la conception freudienne de la pulsion vers un concept de dynamique psychique globale. Le désir de la mère dans la vision jungienne n’est pas relatif à l'inceste et ne confine pas au seul complexe d'Œdipe,. Par ailleurs, la névrose est provoquée par une incapacité du conscient à affronter la réalité et ne provient pas nécessairement de la lointaine enfance. La divergence est selon lui davantage philosophique : « Par rapport à Freud, je suis en désaccord avec son matérialisme, sa naïveté (la théorie du trauma), ses hypothèses fantaisistes (la théorie de Totem et Tabou) et avec son point de vue purement biologique qui ne tient pas compte du contexte social (la théorie des névroses) ». Parmi les divergences principales, la perception du symbole est centrale. Il est la composante fondamentale de l'archétype et il s'oppose au signe, alors que pour Freud il est le produit de la condensation. Par ailleurs, pour Jung — comme pour la psychanalyste Sabina Spielrein (La Destruction comme cause du devenir, 1912) et qui a introduit la notion en psychanalyse — la pulsion de mort est liée à la renaissance de l'être et n'est pas unilatéralement un instinct de mort.
Enfin, la divergence majeure quant à l'analyse est celle relative au transfert. Jung explicite sa position dans Psychologie du transfert également développée par Alphonse Maeder ; il s'agit selon lui d'un phénomène qui consiste en le fait de transférer sur son analyste des sentiments, négatifs ou positifs, au cours de la cure et qui est recherché par la psychologie analytique alors que Freud y voit une cause de détérioration (la « névrose de transfert »). Il ne s'agit donc pas pour Jung d'un phénomène pathologique qu'il s'agirait de réduire par l'analyse, mais d'un phénomène naturel dans la relation entre deux êtres humains, qui résulte du déploiement des dynamiques archétypiques entre deux personnes. Le transfert est donc, sinon normal, nécessaire à l'analyse. L'analyste permet au patient de se libérer d'un complexe en l'absorbant, de manière à lui permettre de progresser. De ce fait, la distinction freudienne entre transfert et contre-transfert est inopérante, ce dernier terme étant réservé à la façon dont l'analyste fait inconsciemment obstacle à la poursuite du processus analytique.

#### Le transfert en psychologie analytique
Carl Gustav Jung a reconnu en partie l'importance capitale du transfert mais, pour la discipline qu'il a lui-même créée, la psychologie analytique. Cependant, il envisage celui-ci de manière significativement différente de celle de la psychanalyse sur au moins deux points :
- Pour Jung, le transfert n'est pas un phénomène pathologique qu'il s'agirait de réduire par l'analyse, mais un phénomène naturel dans la relation entre deux êtres humains, phénomène qui résulte du déploiement des dynamiques archétypiques entre deux personnes.
- Ensuite Jung ne considère pas que le transfert puisse être simplement appréhendé comme étant un mouvement à sens unique, de l'analysant vers l'analyste, mais bien plutôt comme un mouvement à double sens, qui implique tout autant la personnalité de l'analyste que celle de son patient. Ainsi la distinction freudienne entre transfert et contre-transfert n'a pas, dans la pensée jungienne, la même place que dans la pensée freudienne. Les jungiens réserveront ce terme à ce qui, de l'analyste, participe aux résistances, c'est-à-dire à la façon dont l'analyste fait inconsciemment obstacle à la poursuite du processus analytique[28],[29].

## Les postulats de la psychologie analytique

### La psyché, ou «âme», objet de la psychologie analytique

Représentation conique de la structure de la psyché selon la psychologie analytique :
1. le Moi ;
2. le conscient ;
3. l'inconscient personnel ;
4. l'inconscient collectif ;
5. la partie de l’inconscient collectif qui ne peut être connue, dite « inconscient archaïque ».

La psychologie analytique décrit et révèle des « invariants de l'âme », selon Jung. Celle-ci est décrite comme le lieu de rencontre entre le conscient et l'inconscient, ce dernier étant considéré comme une dynamique qui tend à l'équilibre. Chaque concept de la psychologie jungienne donne du sens à un aspect du système psychique. Les termes de « système psychique », de « psyché » ou d'« âme » sont tour à tour employés par Jung et ses collaborateurs pour désigner le psychisme. Néanmoins Jung n'utilise pas le terme d'« âme » sans en reconnaître les connotations religieuses, ce qui lui valut la critique de « mystique », notamment de la part de Freud ou de Richard Noll. Pour la psychologie analytique, l'âme humaine, au sens psychique, est naturaliter religiosa (« naturellement religieuse » en latin) ; en ce sens, cette théorie réhabilite la fonction religieuse et spirituelle en psychologie. Il s'agit en effet pour Jung de la seule position éthique permettant de penser l'homme dans sa globalité : « Qu'on se représente comme on voudra la relation entre Dieu et l'âme, une chose est certaine : l'âme ne peut pas être un « rien que » ; au contraire, elle a la dignité d'une entité à laquelle il est donné d'être consciente d'une relation avec la divinité »,.
La psychologie analytique envisage plusieurs voies possibles pour accéder à la psyché, voies qu'elle nomme les « manifestations psychiques ». Freud se limitait au rêve et à son contenu latent, aux mots d'esprit, aux lapsus et enfin aux actes manqués, sans oublier le comportement pathologique et névrotique alors que Jung étend les manifestations inconscientes à la culture et aux systèmes de pensée. Le rêve, qui demeure, comme chez Freud, la « voie royale » d'exploration de l'inconscient, et les visions, qui sont des rêves transgressant la barrière consciente, sont ainsi des moyens d'étude directe de l'inconscient. Les fantasmes, par ailleurs, sont des matériaux inconscients, que la méthode de l'imagination active permet d'intégrer. Les productions esthétiques (dessins, écrits...), dont les allégories et gravures alchimiques, sont des projections conscientes de matériaux inconscients. Les mythes, enfin, à un niveau davantage culturel, sont des représentations d'archétypes. Le domaine de la parapsychologie est également pour Jung un réservoir de phénomènes psychiques. La vision de fantômes, par exemple, s'explique par une projection de complexes psychiques personnifiés.

### Le rêve et le mythe
En 1916, Carl Gustav Jung publie Points de vue généraux de la psychologie du rêve, dans lequel il développe sa propre compréhension des rêves, qui diffère beaucoup de celle de Freud. Pour Jung, les rêves sont aussi une porte ouverte sur l'inconscient, mais il élargit leurs fonctions par rapport au point de vue freudien. Une des principales fonctions du rêve est ainsi de contribuer à l'équilibre psychique en compensant les jugements de la vie consciente : un homme dévoré par son ambition et son arrogance par exemple se verra en rêve petit et frêle,. L'inconscient pour Jung lui montre par ce moyen que son attitude est trop assurée, trop consciente, et refuse l'intégration de parties inférieures de la personnalité, en général niée par le caractère arrogant : l'acceptation de faire des erreurs ou les sentiments. Jung appelle ce mécanisme la « compensation », fonction qui a pour rôle de rétablir l'équilibre naturel de la psyché. Un contenu inconscient est ainsi mis en images par l'intermédiaire du symbole qui, pour Jung, a une face affective (il fait naître un sentiment pouvant être parfois numineux lorsqu'il est relié à un archétype) et une face intellectuelle. Certains sont personnels, et d'autres sont collectifs et ont de tout temps signifié des événements existentiels ; ils expriment les phases du processus d'individuation qui se retrouvent dans les ouvrages littéraires, les peintures, l'alchimie ou encore les mythes.
La psychologie analytique est surtout connue pour son étude historique et géographique des mythes comme élaboration inconsciente visant à expliquer, par le symbole, la structure et les manifestations de la psyché. Le mythe représente directement les éléments et phénomènes provenant de l'inconscient collectif et pouvant se modifier, dans sa représentation, à travers l'histoire mais demeurant dans leurs significations toujours semblables. Si Jung se fonde surtout sur les mythes chrétiens ou païens (grecs et latins), il tente néanmoins de montrer que l'inconscient est composé de mythologèmes qui se retrouvent dans toutes les cultures. Il s'intéresse alors aux religions de l'hindouisme, du zoroastrisme ou encore à la pensée chinoise, qui toutes sont communes quant aux représentations des fondamentaux de la psyché. La psychologie analytique s'intéresse au champ des significations, partant de l'hypothèse que l'être est en contact constant avec les matériaux universels et symboliques de l'humanité.

## Concepts de la psychologie analytique

### Les «lieux psychiques»
Jung va, dès 1906, se démarquer de la topique psychanalytique élaborée par Freud en imaginant la structure de la psyché comme un ensemble d'instances psychiques plus ou moins autonomes, et non plus seulement comme un ensemble polaire conscient/inconscient. Reprenant néanmoins des concepts majeurs élaborés par Freud, comme le Moi et l'inconscient, Jung en élargit la dimension au collectif. Sa contribution principale reste le Soi, ou archétype de la totalité, qui structure la psyché et oriente son développement, et les instances personnifiées comme l'anima et l'animus, la persona et l'ombre.

#### La conscience
La conscience est selon Jung un champ d'attention, plus ou moins variable mais qui ne constitue pas la totalité de la psyché. La conscience a émergé de l'inconscient au fil du développement phylogénétique de l'appareil psychique et neurologique humain. Pour Jung, « la conscience humaine, la première, a créé l'existence objective et la signification et c'est ainsi que l'homme a trouvé sa place indispensable dans le grand processus de l'être » ; elle est en effet le lieu psychique privilégié du « complexe du Moi », caractérisé par la volition et le raisonnement, par la mémoire également. Le Moi n'est cependant pas la seule autorité sur la conscience, celle-ci étant intermittente et d'autres complexes peuvent devenir semi-conscients. L'anima peut ainsi devenir autonome et agir contre le Moi, comme dans les rêves notamment. James Hillman parle ainsi d'un « moi imaginal » lorsqu'il baigne dans l'inconscient. Celui-ci est souvent figuré sous les traits d'un personnage d'autorité comme le roi dans l'alchimie ou les rêves. Certains autres phénomènes psychiques ou physiques provoquent également dans la conscience des « abaissement du niveau mental » qui laissent alors pénétrer des contenus inconscients. Les visions et délires sont autant de zones de faible résistance psychique qui influencent directement la conscience.

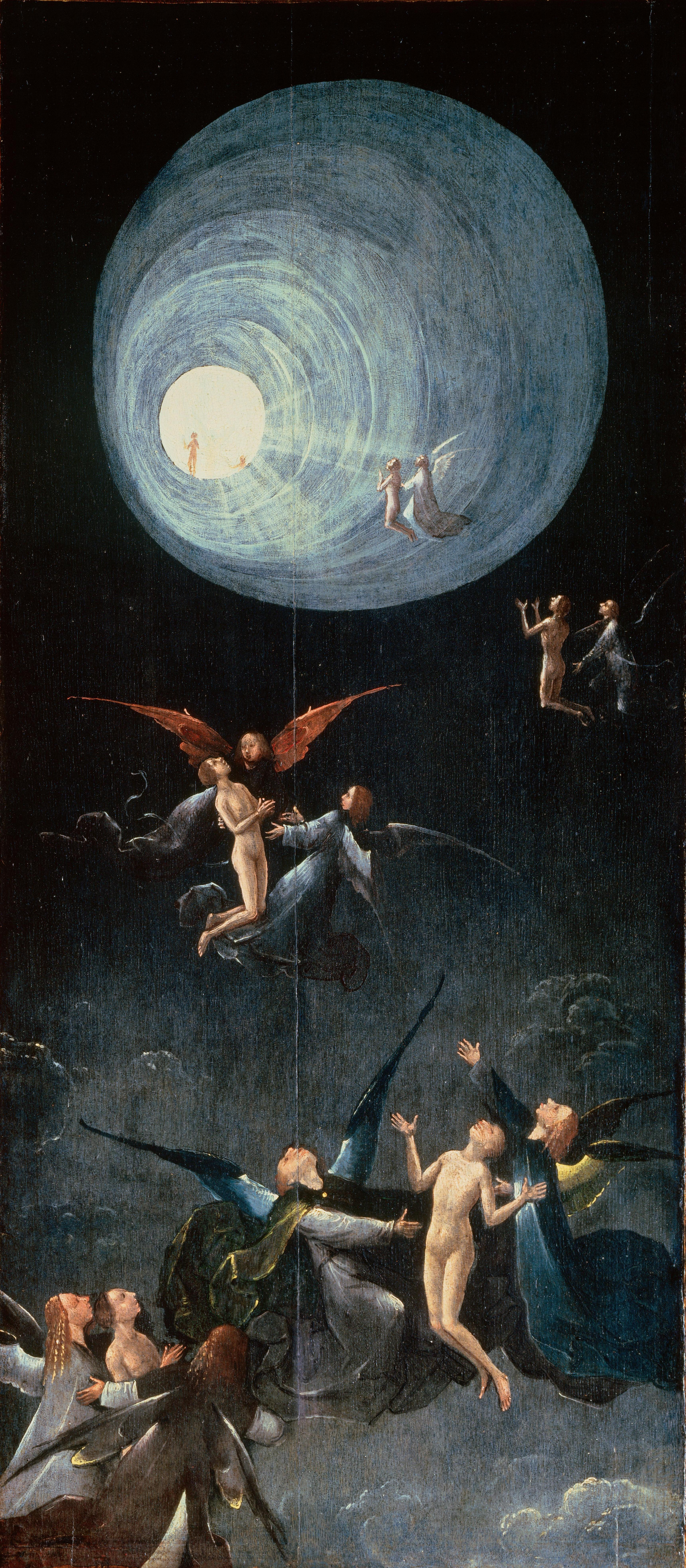
Jérôme Bosch, Visions de l'au-delà (Aussi l'âme est-elle non seulement un problème personnel, mais un problème du monde entier, et c'est à ce monde entier que le psychiatre a à faire).

#### L'inconscient
Concept psychanalytique par excellence, l'inconscient (« Unbewussten » en allemand) est néanmoins chez Jung bien plus qu'un réservoir de souvenirs et de pulsions refoulées : il a une dimension vitale (il a une fonction dans le développement de l'individu) et une dynamique propre. Tout d'abord, la psychologie analytique définit l'inconscient comme l'espace de l'inconnu, son approche est, dans ses premiers travaux, philosophico-pragmatique. Jung part en effet d'une conception théologique et philosophique de l'inconscient, celle de Schopenhauer et de la psychologie expérimentale. Par l'étude des complexes entreprise avec Franz Riklin, Jung postule un inconscient motivé qui compense l'attitude consciente. Il constate que l'homme se distingue par deux réalités, l'une connue (la conscience) et l'autre inconnue, constituée de matériaux et de phénomènes hors de portée de l'attention qu'il nomme la « psyché objective ». La structure de cet espace répond aux représentations traditionnelles de la psychanalyse de Freud, néanmoins Jung va distinguer dans l'inconscient une partie collective et une partie individuelle, propre à la personnalité : l'« inconscient personnel » composé des instances psychiques personnifiées, c'est-à-dire l'ombre, la persona, l'anima ou l'animus. Il intègre également d'autres processus comme les complexes autonomes. L'inconscient personnel se manifeste dans les rêves et les productions imaginaires et est également en constante relation avec la personnalité : « la psychologie n’est pas uniquement un fait personnel. L’inconscient, qui possède ses propres lois et des mécanismes autonomes, exerce sur nous une influence importante, que l’on pourrait comparer à une perturbation cosmique. L’inconscient a le pouvoir de nous transporter ou de nous blesser de la même façon qu’une catastrophe cosmique ou météorologique ».

#### L'inconscient collectif
Concept majeur de la psychologie analytique, l'inconscient collectif (« kollektives Unbewusstes » en allemand) a été postulé bien avant elle, en philosophie et en psychologie expérimentale notamment. Jung dit d'ailleurs en tenir l'idée de Schopenhauer mais c'est la méthode de Freud qui lui en a permis l'investigation. Alors que l'inconscient personnel fait partie intégrante de la personnalité, l'inconscient collectif est universel et est commun à tous les hommes. Il constitue ainsi « une condition ou une base de la psyché en soi, condition omniprésente, immuable, identique à elle-même en tous lieux ». Jung en parle comme de la couche la plus profonde de l'âme, qui abrite deux processus clés de la psychologie analytique : les instincts et les archétypes. Jung le qualifie de « collectif » car ces matériaux se distinguent par leur récurrence d'apparition dans l'histoire humaine. L'inconscient collectif ne se transmet pas mais ses éléments constitutifs, les archétypes se transmettent comme des possibilités de représentations. L'expérience humaine, au fil des siècles, nourrit ce réservoir d'images primordiales qui conditionne ensuite tout être humain. Les rituels religieux ou animistes naissent d'une identification aux matériaux collectifs par la voie de la participation mystique. Les grands mythes naissent de ces systèmes fonctionnels autonomes, qui ne doivent rien à la personnalité, et qui la conditionnent en particulier lorsqu'un archétype est excité (« constellé » dans le vocabulaire jungien) ; c'est pourquoi selon Jung, tous les mythes ont des interprétations similaires d'une civilisation à l'autre. L'inconscient collectif enfin est comme un champ où tous les points sont reliés, c'est-à-dire que les archétypes et les instincts sont tous dits « contaminés » : un mythe a des motifs appartenant à d'autres mythes proches, ce qui forme un réseau dense où chacun se tient et conditionne les autres. Les images mythiques sont sous forme de chaîne multidimensionnelle, mise en évidence par Marie-Louise von Franz. Les recherches les plus spéculatives de Jung, notamment sur la synchronicité, dans La Synchronicité comme principe d'enchaînement a-causal (1952), posent l'hypothèse que la nature de cette couche de l'inconscient collectif et des archétypes est « psychoïde » (« comme l'âme »), c'est-à-dire qu'ils échappent à la représentation (au contraire des phénomènes psychiques connus) et qu'ils participent d'une transgression des limites matière-esprit.

#### Le Soi
Le terme de « Soi » (« Selbst ») est le plus difficile d'approche au sein de la psychologie analytique. Jung en parle dès l'ouvrage Métamorphoses de l'âme et ses symboles (1912). Il utilise ce terme dans le sens d'un concept mais il en fait par la suite l'un des piliers de sa théorie. En psychanalyse traditionnelle c'est notamment Heinz Kohut qui l'a théorisé et développé, mais dans une acception narcissique. Jung utilise le « Soi » pour désigner l'archétype qui structure la psyché. Le retrouvant dans toutes les mythologies et religions du monde, il s'agit d'un archétype central représentant la relation dynamique qui existe entre la conscience et l'inconscient. Jung dit du Soi qu'il est « une entité sur-ordonnée au Moi », c'est-à-dire qu'il est un lieu psychique inhérent à la structure inconsciente. Il a pour fonction de réaliser l'être et de maintenir le contact des différentes couches psychiques entre elles : « Le Soi est la donnée existant a priori dont naît le Moi. Il préforme en quelque sorte le Moi. Ce n'est pas moi qui me crée moi-même : j'adviens plutôt à moi-même ». Jung demeure toutefois conscient de la réalité anthropomorphique de ce concept. Il traduit l'expérience de la totalité, la capacité de représentation de la totalité, autant que le processus psychique qui va dans le sens d'une conscience englobant de plus en plus d'éléments inconscients. Le Soi intervient dans le processus d'individuation enfin. Il est le concept le plus repris et le plus développé par les continuateurs de Jung. Marie Louise Von Franz estime ainsi qu'il est l'archétype ordonnateur de tous les autres, celui qui possède en soi la structure de la psyché et ses plans architectoniques alors que Michael Fordham appelle « soi primaire » l'état où la différenciation psycho-corporelle n'existe pas encore dans le développement de l'enfant. En tant que représentation de la totalité psychique, le Soi est nécessairement paradoxal et est « à la fois la quintessence de l’individu et une entité collective », un espace a-moral comme l'est l'inconscient. Le Soi est un archétype universellement représenté, à travers une symbolique de la Totalité et de la Quaternité : « Vivant en Occident, j'aurais dû dire le Christ, au lieu du Soi ; dans le Proche-Orient, ce serait approximativement Chadir ; en Extrême-Orient, Atman, Tao ou Bouddha ; dans le Far West, lièvre ou mondamine ; et dans le monde de la Cabale enfin, Tifereth ».

#### La synchronicité
Carl Gustav Jung proposa de nommer « synchronicité » l'occurrence simultanée de deux événements qui ne présentent pas de rapport de causalité mais dont l'association prend un sens pour la personne qui les éprouve. Le concept n'a de sens qu'au sein de la psychologie et ne peut être réduit à un fait avéré et scientifique dans la mesure où il constitue pour Jung une hypothèse de travail qui a causé de nombreuses ambiguïtés : « J'emploie donc ici le concept général de synchronicité dans le sens particulier de coïncidence temporelle de deux ou plusieurs événements sans lien causal entre eux et possédant un sens identique ou analogue. Le terme s'oppose à « synchronisme » qui désigne la simple simultanéité de deux évènements. La synchronicité signifie donc d'abord la simultanéité d'un certain état psychique avec un ou plusieurs événements parallèles signifiants par rapport à l’état subjectif du moment, et - éventuellement - vice-versa ». Le concept est parmi les plus développés par les continuateurs de Jung, par Michel Cazenave, Carl Alfred Meier, James Hillman et, en clinique par le britannique, George Bright, principalement, mais il a aussi été récupéré par divers courants de spiritualité qui en retirent la rigueur scientifique. Selon Jung, un archétype constellé dans l'inconscient peut, sous certaines conditions, transgresser la frontière matière/psyché. Jung a étudié ces phénomènes avec le physicien Wolfgang Pauli, au travers d'une correspondance nourrie des apports des deux spécialistes ainsi que dans leur essai commun : La Synchronicité, principe de relation a-causale (1952). Les deux hommes voient dans la synchronicité la possibilité d'explication d'un rapport des faits « non constatables en soi », et donc l'apparition est liée aux manifestations de l'inconscient et des archétypes. Jung appelle Unus mundus (terme provenant de Schopenhauer) cet état où ni la matière ni la psyché ne sont distinguables alors que Pauli voit lui un concept limite, double : à la fois scientifique et symbolique. Selon lui, le phénomène dépend de l'observateur. Néanmoins, tous deux se rejoignent sur la possibilité d'une conjonction de la physique et de la psychologie : « Ces expériences [celles de Jung sur l'alchimie] m'ont montré que la physique moderne est capable de présenter sous une forme symbolique les processus psychiques jusque dans les moindres détails. »

### Les processus psychiques
La psychologie analytique distingue deux types de « processus psychiques » : ceux provenant de l'individu, dits « personnels », appartenant à la psyché subjective, et ceux collectifs, liés à la structure même de la psyché objective, appelés « transpersonnels ». Ces processus sont tous archétypiques. Certains sont particulièrement liés à la conscience comme l'anima, la persona ou l'ombre, les autres sont davantage collectifs. Jung nomme ces premiers les « personnages » car ils sont toujours personnifiés et représentent un aspect de la psyché.

#### Les archétypes contra-sexuels: l'anima et l'animus

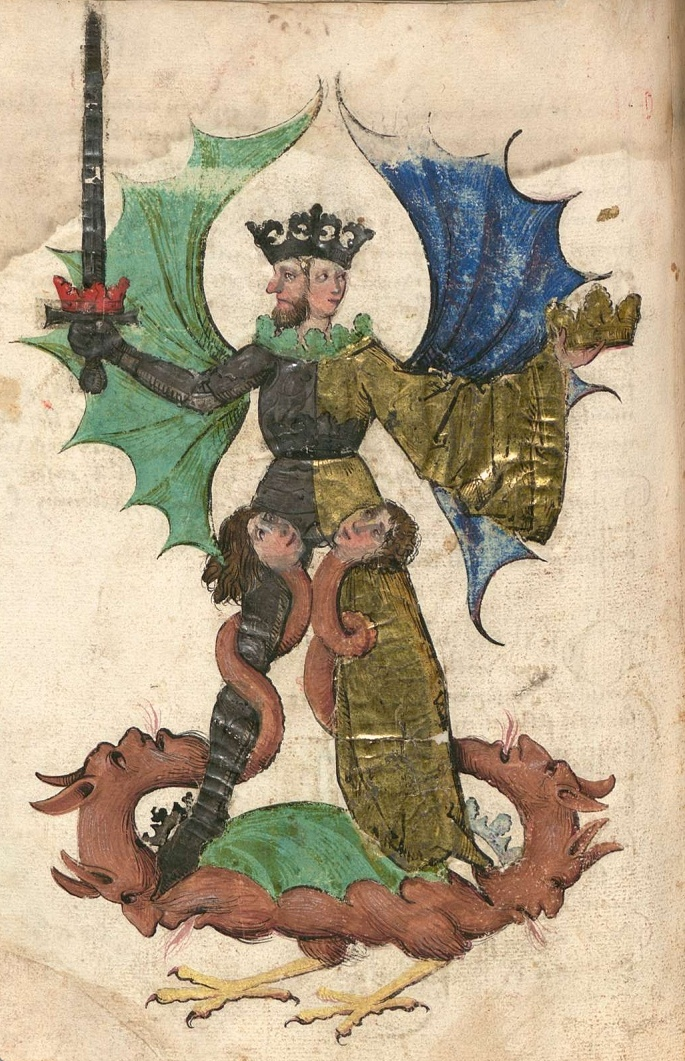
Animus et anima représentés par la figure de l'androgyne alchimique (gravure alchimique provenant du Codex germanicus Monacensis, 1417.

L'anima chez l'homme et l'animus chez la femme sont les archétypes du sexe opposé ; c'est pourquoi Jung nomme ce couple « contra-sexuel ». Ils ont une fonction de régulation ou d'adaptation et contiennent une certaine charge psychique les rendant relativement autonomes au Moi. L’anima est ainsi une image innée de la femme chez l’homme (c'est la part féminine de l’homme) alors que l’animus est une image innée de l’homme chez la femme (c'est la part masculine de la femme). Tous deux sont perçus dans les rêves et se distinguent des autres archétypes personnels par la charge émotionnelle qu'ils véhiculent. Leur intégration permet de relier le conscient à l'inconscient et forme le travail préliminaire de l'individuation. Pour Jung, tout homme a une image (ou « imago ») psychique de la femme, représentant dans sa psyché personnelle sa propre relation avec l'inconscient. C'est pourquoi, pour les hommes, l'anima représente les sentiments et les affects. Cette dernière ne renvoie pas à l'Œdipe freudien : il s'agit d'une fonction psychique personnifiée (celle de la relation du Moi masculin à l'inconscient) qui a pour but de compenser la conscience. Contrairement à l'anima, l'animus féminin n'est pas unique mais multiple. Chez la femme, il est à l'origine de comportement et de paroles acerbes et magistrales, péremptoires. Ces deux archétypes peuvent « fasciner » le Moi, c'est-à-dire l'envahir psychiquement. Jung parle alors de « possession par l'animus ou l'anima » lorsque l'un ou l'autre envahit le champ du conscient. L'étude des manifestations de l'anima ou de l'animus a donné lieu à une littérature analytique abondante, d'Emma Jung (La Légende du Saint Graal, 1988) à Marie Louise von Franz (La Femme dans les contes de fée, 1979), de Clarissa Pinkola Estés (Femmes qui courent avec les loups, 1996) à Annick de Souzenelle (Le Féminin de l'Être. Pour en finir avec la côte d'Adam, 1997).
Selon Sulagna Sengupta (2023) (qui s'inscrit dans la critique post-jungienne), « le concept de contrasexualité inconsciente de Jung, basé sur les notions d’Eros féminin et de Logos masculin, était pionnier à son époque, mais considérait le masculin et le féminin comme des attributs fixes et essentiels du genre dans la psyché » ; « Dans les contextes actuels de fluidité des genres », la pertinence de ces concepts doit être nuancée et réexaminée, « en gardant à l’esprit les subtilités de la subjectivité féminine et la diversité des mondes culturels où des idées psychologiques profondes émergent actuellement ». Le théologien Bernard Hort, auteur d'un livre sous-titré « Anima et animus au XXIe siècle : Jung, la crise spirituelle contemporaine et nous », dit avoir été influencé par la lecture de « L’homme à la découverte de son âme », mais estime que si Jung reste pertinent dans une société en crise, l'interdisciplinarité est nécessaire à une intégration psychologique équilibrée ; et les concepts d'anima et d'animus doivent être revisités et enrichis par les débats contemporains autour de l’identité de genre, de la transidentité et de l’expression personnelle. Selon lui, si la « théorie du genre » remet en question la différence même entre le masculin et le féminin en tant que construction sociale, elle passe à côté de leur dimension archétypale profonde : « elle sous-estime leur ancrage symbolique immémorial, qui n’a pas disparu, et continue d’exercer des effets numineux, au cœur de la culture et de la psyché ».

#### La persona

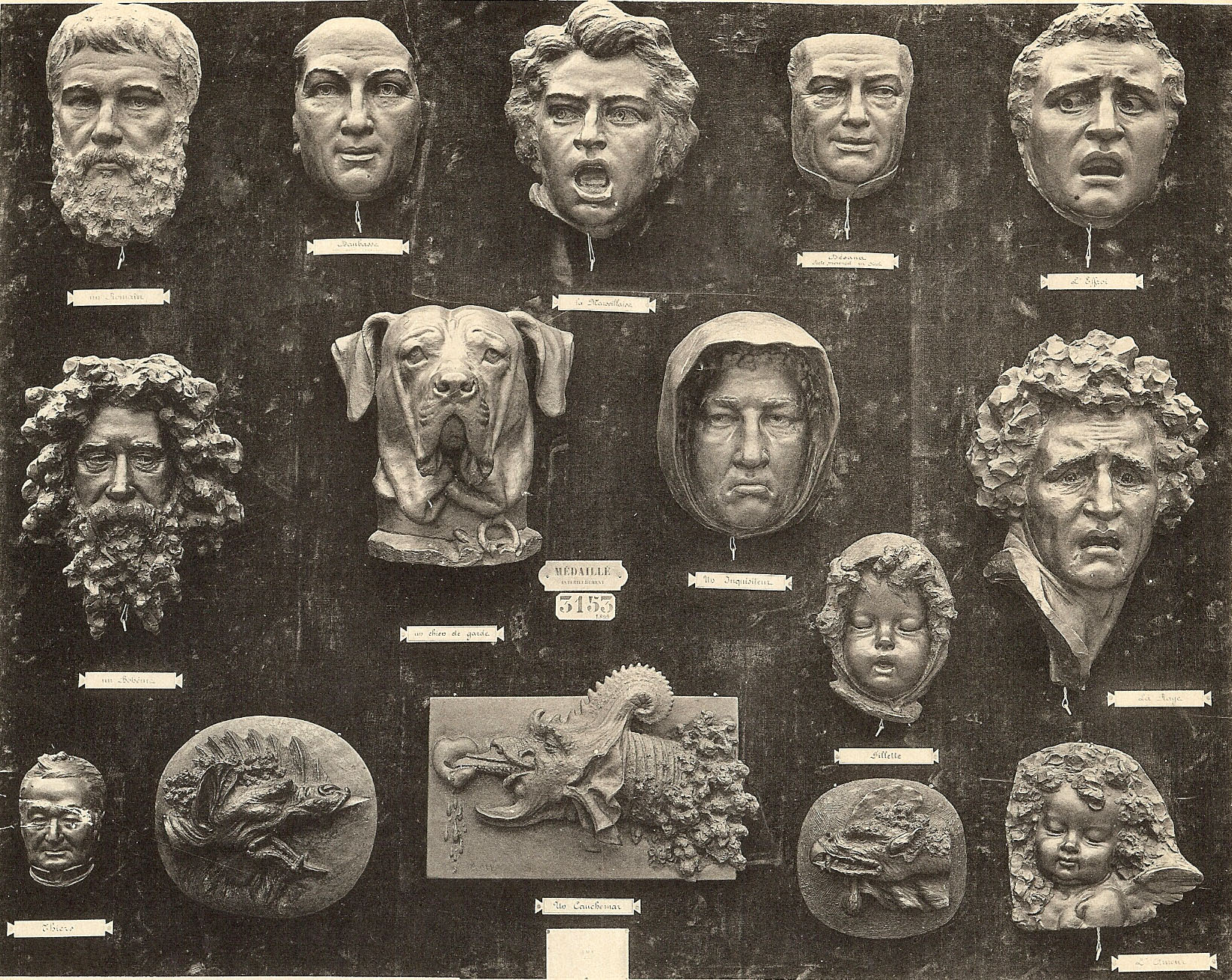
La persona permet d'afficher un Moi social, en ce sens cet archétype permet de réguler l'influence extérieure sur la personnalité.

Comme l'anima et animus, la persona (terme provenant du nom grec du masque du comédien) est un autre concept clé de la psychologie analytique désignant la part de la personnalité qui organise le rapport de l'individu à la société et présent de la même façon chez les deux sexes : « La persona est le système d'adaptation ou la manière à travers lesquels on communique avec le monde. Chaque état, ou chaque profession, par exemple, possède sa propre persona qui les caractérise (...) Mais le danger est que l'on s'identifie à sa persona : le professeur à son manuel, le ténor à sa voix. On peut dire, sans trop d'exagération, que la persona est ce que quelqu'un n'est pas en réalité, mais ce que lui-même et les autres pensent qu'il est ». Le concept de persona, au sein de l'écologie psychique, s'oppose donc à l'ombre, qui est la véritable personnalité mais reniée par le Moi. Le Moi conscient s'identifie tout d'abord avec la persona au cours du développement de l'enfant. Les identifications aux diplômes, au rôle social, au titre honorifique, à la carrière par exemple, sont autant d'éléments qui participent à la constitution de la persona et qui, à terme, constituent une voie d'ignorance de soi. Pour Jung, la persona n’a rien de réel, elle n’est qu’un compromis entre l’individu et la société donnant l’illusion de l’individualité. L'individuation doit, dans un premier temps, permettre à l'individu de dévêtir ce masque, sans trop d'empressement néanmoins car souvent il est le seul moyen d'identification du patient.

#### L'enfant intérieur
L'enfant divin (ou « fripon divin »), l'enfant intérieur, puer aeternus (« enfant éternel » en latin), l'enfant éternel ou encore trickster représente l'archétype de la part enfantine qui existe en chaque adulte, quel que soit le sexe. Jung développa cette instance psychique avec Paul Radin et Károly Kerényi dans Le Fripon divin : un mythe indien et dans Introduction à l'essence de la mythologie. Paul Radin le définit comme un des mythes centraux de l'humanité : « Il n'est guère de mythe aussi répandu dans le monde entier que celui que l'on connaît sous le nom de « mythe du Fripon » dont nous nous occuperons ici. Il y a peu de mythes dont nous puissions affirmer avec autant d'assurance qu'ils appartiennent aux plus anciens modes d'expression de l'humanité ; peu d'autres mythes ont conservé leur contenu originel de façon aussi inchangée. (...) Il est manifeste que nous nous trouvons ici en présence d'une figure et d'un thème, ou de divers thèmes, doués d'un charme particulier et durable et qui exercent une force d'attraction peu ordinaire sur l'humanité depuis les débuts de la civilisation ». Selon sa relation à l'ombre, le fripon divin connaît quelques variantes, bénéfiques ou maléfiques comme la fée, le lutin ou le gnome. Le mythe du petit personnage farceur a été défini par Radin comme étant la figure de l'archétype du trickster, Kokopelli chez les Amérindiens (littéralement : « farceur »), petit personnage mythique présent dans toutes les cultures.

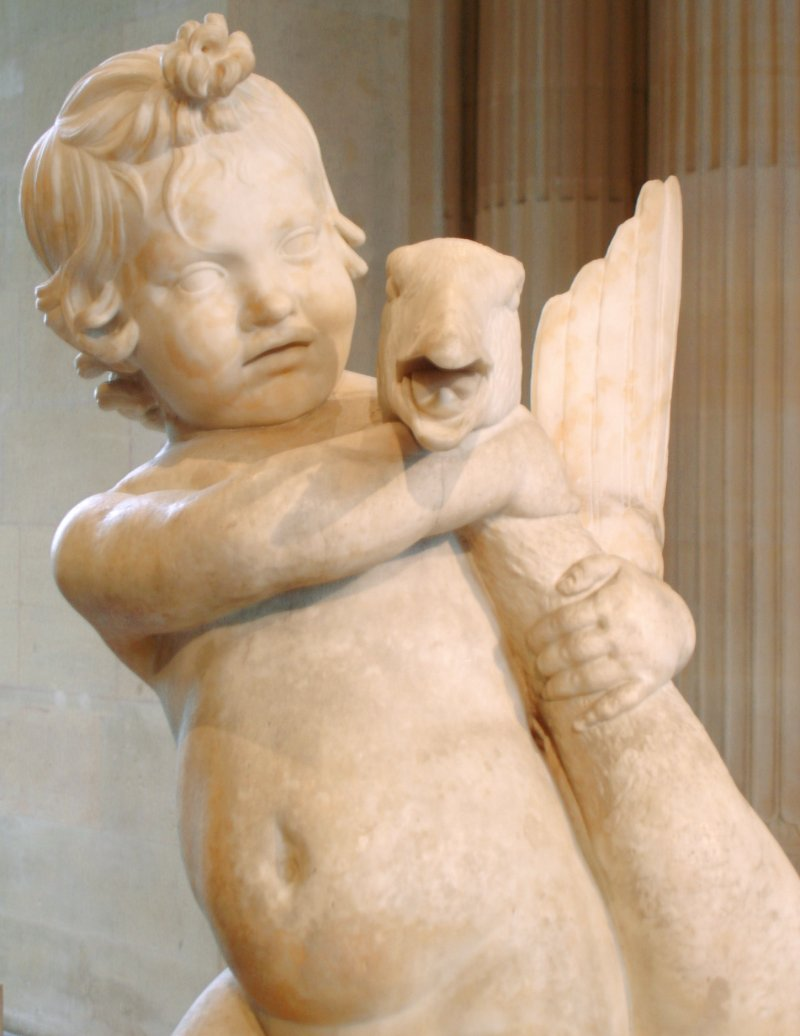
L'Enfant divin est souvent, dans la mythologie, lié au thème du jeu.

#### L'ombre
L'ombre est l'archétype de la partie inférieure de la personnalité, la somme de tous les éléments psychiques personnels et collectifs qui, incompatibles avec le Moi n'ont pas été vécus ou acceptés moralement. Ils forment donc dans l'inconscient de l'individu, quel que soit son sexe, une personnalité souvent autonome et opposée au conscient. L'ombre se comporte toujours de façon compensatoire, elle a pour but de limiter le Moi dans son désir de contrôle, et de lui rappeler l'existence d'une part de la personnalité enfouie à cause de l'éducation et de la socialisation. Le personnage de l'ombre est souvent dans les rêves figuré sous les traits du double, bénéfique ou maléfique, ou du héros et de l'anti-héros, du traître également (Judas pour Jésus Christ par exemple). Jung y voit un archétype, celui de l'« éternel antagoniste » personnifié le plus souvent par les avatars du Diable. Dans la thérapeutique jungienne, l'ombre doit être acceptée puis intégrée à la psyché car elle est à l'origine de nombreux conflits psychiques, tant interne qu’externe, en même temps qu'elle impose au sujet de se confronter à ce qu'il veut ignorer de lui-même, et que de cette confrontation naît une forme d'éveil.

#### Les archétypes
Avec le concept d'inconscient collectif, auquel il est étroitement lié, celui d'archétype (« grandes images » au sens étymologique) est fondamental dans la compréhension de la psychologie analytique. Jung emploie parfois l'expression d'« images primordiales » ou de patterns of behaviour (« schéma de comportement ») de manière synonymique car l'archétype est inhérent à la structure neuronale et conditionne la représentation humaine. L'archétype est un complexe psychique autonome siégeant dans l'inconscient des civilisations, à la base de toute représentation de l'homme sur son univers, tant intérieur qu'extérieur : ils sont « les fondements de la part collective d'une conception ». L'archétype se démarque par une intense charge émotionnelle et instinctuelle dont la rencontre teinte la vie de l'homme qui y est confronté de manière existentielle : « L'expérience archétypique est une expérience intense et bouleversante. Il nous est facile de parler aussi tranquillement des archétypes, mais se trouver réellement confronté à eux est une tout autre affaire. La différence est la même qu'entre le fait de parler d'un lion et celui de devoir l'affronter. Affronter un lion constitue une expérience intense et effrayante, qui peut marquer durablement la personnalité ». Les archétypes, dont il est erroné, pour Jung, de croire dresser la liste, sont à la source de tous les mythes et parfois dominent même les nations ou les religions, qui y trouvent leurs terreaux de croyances. Jung a ainsi parlé du nazisme comme un assujettissement à l'archétype païen relatif au dieu nordique Wotan, expliquant le débordement d'agressivité et la fascination exercée par Hitler. Jung nomme également l'archétype comme des structures imaginales immuables dans l'histoire et les civilisations telles la forêt et la mer pour l'inconscient, le père-soleil, la mère-Terre, le mariage sacré (hiérosgamos en grec), le dragon, l'arbre de vie, l’unus mundus, etc. Le débat sur le caractère héréditaire des archétypes est récurrent au sein de la psychologie jungienne, même si Jung a toujours refusé d'en faire des éléments hérités biologiquement.

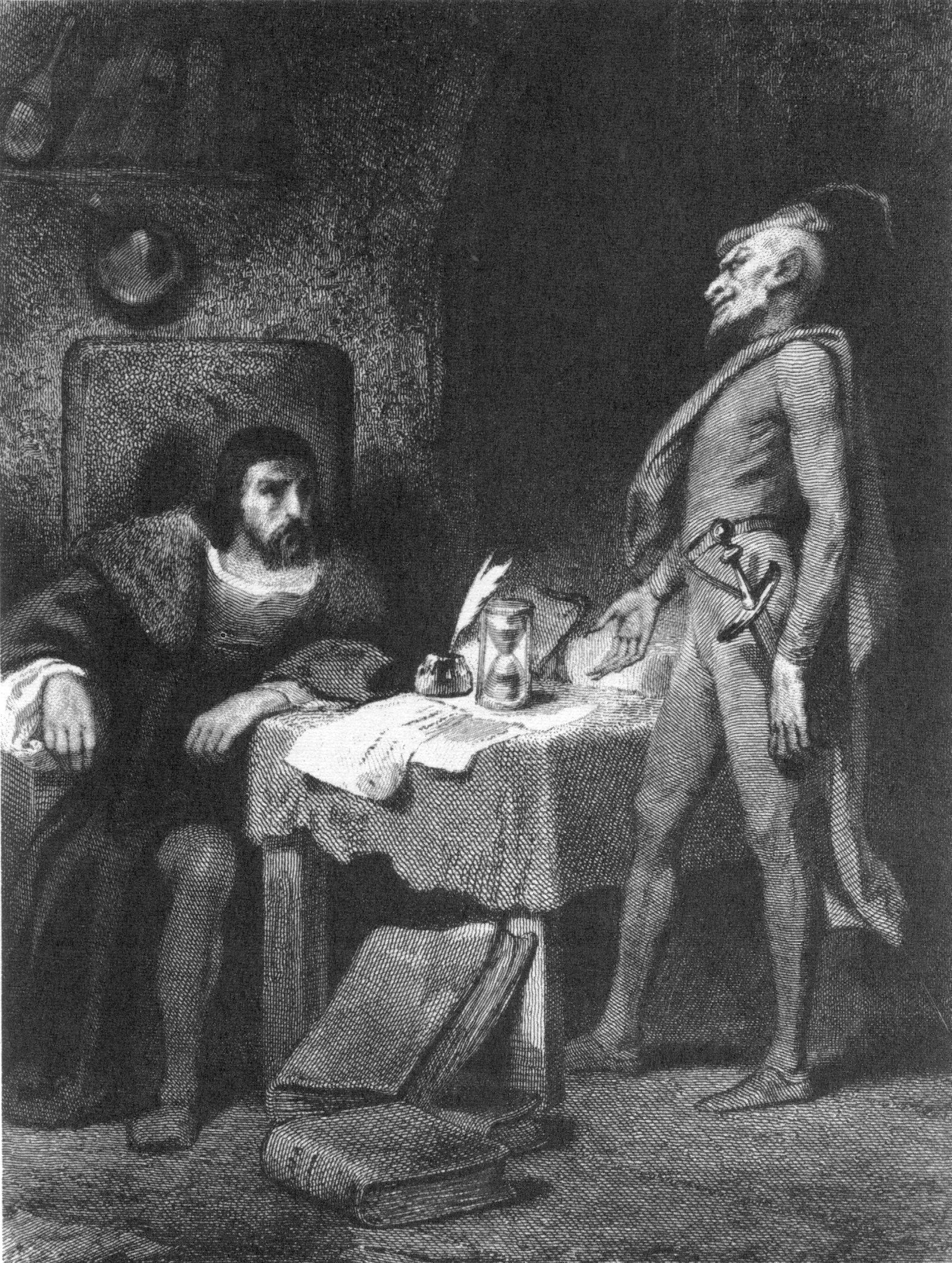
Illustration du Faust de Goethe : Faust (la conscience) aux prises avec Méphistophélès (l'ombre).

#### L'individuation
L'individuation est le processus complexe qui passe par différentes étapes de prise de conscience formées de la confrontation et de l'intégration des contenus inconscients. Il s'agit du concept central de la psychologie analytique,, développé dès 1916, puisqu'il est le but de la psychothérapie jungienne, dans la mesure où il permet de réaliser le Soi : « L'individuation n'a d'autre but que de libérer le Soi, d'une part des fausses enveloppes de la persona, et d'autre part de la force suggestive des images inconscientes ». L'individuation est donc le processus initiatique que doit emprunter l'analysé pour intégrer les autres instances de la psyché : la persona qui représente l'identification de la personne avec son rôle dans la société, l'ombre qui contient tout ce que la personne juge moralement répréhensible, l'anima (pour les hommes), ou l'animus (pour les femmes), qui représentent respectivement les valeurs féminines et masculines. Pour Jung nombre de conflits inconscients à l'origine de troubles névrotiques résultent de la difficulté à accepter cette dynamique qui vient décentrer le sujet conscient de sa position habituelle et le confronter à des parts de lui-même qu'il avait l'habitude d'ignorer.

### La personnalité et la typologie

#### Le modèle explicatif des types
Les types psychologiques sont la contribution majeure de la psychologie analytique aux sciences humaines. Débordant le cadre expérimental pour développer une théorie de la personnalité, Jung met en évidence, dans son ouvrage fondateur : Les Types psychologiques, dès 1911, trois grandes paires de caractéristiques de la psyché humaine, caractéristiques qu’il fonde à la fois sur sa pratique de la psychanalyse mais aussi sur une étude de la différenciation psychologique au cours des différentes époques pré et post-chrétiennes. Constatant l'utilisation abusive de sa typologie, qui tranche définitivement avec la caractérologie traditionnelle (il s'agit de mécanismes, non de caractères), il développe dans l'ouvrage L'Homme et ses symboles une mise en garde : si l'homme de science peut schématiser ainsi la personnalité, il n'en demeure pas moins que le mélange réel ne peut être réductible à une image aussi simplificatrice,. Dans cette typologie, Jung distingue quatre fonctions dont deux sont dites « rationnelles » car elles émettent un jugement soit de l'ordre de la logique (fonction Pensée), soit de l'ordre de l'affectif (fonction Sentiment). Les deux suivantes sont dites « irrationnelles » car elles se fondent sur une perception soit de l'ordre global des choses perçues sans en voir le cheminement (fonction Intuition) soit de l'ordre de la perception corporel immédiate (fonction Sensation). Chaque individu possède les quatre fonctions à des degrés d'évolution différents, en raison de l'influence de l'éducation et de la socialisation. La fonction principale sera la plus consciente, à la disposition de la volonté mais toutes sont des fonctions d'adaptation au réel. C'est la plus développée, celle avec laquelle l'individu est le plus à l'aise pour se diriger dans le monde et s'y adapter. Deux autres fonctions plus ou moins développées, dites « auxiliaires », antagonistes de celles conscientes puisqu'elles s'opposent nécessairement deux à deux. Elles plongent dans l'inconscient personnel, d'où elles peuvent constituer des refoulements ou s'allier à des complexes psychiques.

Les quatre fonctions de la personnalité selon la psychologie analytique.

À cette première grille de lecture, Jung sur-ordonne deux « attitudes » : l'extraversion, qui est le mouvement de la libido vers l'extérieur et qui se réfère à l'objet et l'introversion qui est elle le mouvement de la libido tournée vers l'intérieur et dont le point de départ est le sujet. Ainsi Jung dessine, à partir de ces quatre fonctions et de ces deux attitudes, et selon leur degré de conscience et de dominance sur le sujet, un certain nombre de types psychologiques expliquant notamment les conflits de personnes (un introverti face à un extraverti) ou les passions personnelles (un type Pensée deviendra scientifique). Ce modèle eut une forte influence sur les théories managériales, à travers le Myers Briggs Type Indicator et la vision socionique, mais aussi en développement personnel, en graphologie.

#### Deux développements: le MBTI et la socionique
Isabel Briggs Myers et Katherine Cook Briggs, sa mère, sont deux Américaines et analystes jungiennes qui dans les années 1950 ont développé l'approche de Jung, en élaborant un questionnaire psychométrique pour faciliter l'application et la démocratisation de la théorie, son utilisation également dans le monde du travail. Le test du MBTI  identifie alors 16 grands types de personnalité à partir des deux préférences possibles sur chacune des quatre dimensions précédentes. Il détermine alors des « préférences individuelles » et quatre « tempéraments » qui forment les catégories de personnes, notamment au travail. Myers et Briggs ont ainsi créé leur fondation, dispensant des formations. Parallèlement, dans le monde soviétique, mais accessible seulement depuis les années 1990, Aushra Augustinavichute, une lituanienne, élabore la socionique qui modélise la personnalité, sur la base des types psychologiques de Jung, selon 16 types, en huit paires de types complémentaires, aussi appelés duals. Avec Antoni Kępiński, elle développe les sociotypes utilisés aujourd'hui dans le management et dans le marketing pour approcher les comportements du consommateur. La socionique est un modèle stipulant que chacun des seize types psychologiques possède un rôle social plus ou moins déterminé. Chaque personne accepte et produit de l’information de manière différente selon son type, ce qui génère des comportements différents selon les types. Il est ainsi possible de pronostiquer les tendances des relations entre les gens, notamment dans certains milieux comme la famille ou le travail.

#### Les complexes
Alors psychiatre à la clinique universitaire de Zurich, accompagné de Franz Riklin, Jung élabore une théorie générale des complexes psychiques, colligée sous le titre Experimentelle Untersuchungen über die Assoziationen Gesunder. Il est ainsi l'inventeur du terme et est à l'origine de son adoption en psychanalyse. Le complexe (gefühlsbetonte Komplexe en allemand) » désigne les fragments psychiques à forte charge affective, séparés du conscient et constitués « d'un élément central et d'un grand nombre d'associations secondaires constellées ». Les indices de complexes sont ainsi nombreux : pouls, transpiration, temps de réponse, etc.. Il s'agit d'un nœud psychique de pulsions s'agglomérant dans l'inconscient et influençant le conscient. Néanmoins, de manière parallèle à l'opposition inconscient personnel / inconscient collectif, Jung distingue deux types de complexes : les « complexes supra-personnels » liés à des archétypes et symbolisant leurs influences sur le conscient et les « complexes personnels », qui sont nés des collisions avec la disposition instinctive générale. Une fois autonomes, les complexes sont personnifiés dans l'inconscient et apparaissent sous des formes symboliques dans les rêves notamment.

#### Les instincts
Les instincts sont des données objectives, naturelles, ancrées dans la biologie et dans le vivant, qui insufflent aux archétypes leur énergie psychique. Jung en dénombre sept : la sexualité (en cela il s'oppose à Freud qui en fait l'instinct premier), la faim, la soif, le sommeil, la créativité, le religieux et la volonté de puissance enfin. Dans la psychologie analytique, l'instinct et son image sont liés. Ainsi, « l'instinct agit et, en même temps, forme une image de son action. Les images déclenchent des actions, et les actions sont structurées par les images » explique James Hillman qui ajoute : « les images relèvent du même continuum que l'instinct ». L'instinct est donc à la source de toute conscience et de toute inconscience, de toute réalité psychique. Il possède donc un dynamisme et une image instinctuelle. Ils forment en quelque sorte le contenu ou le thème (mot que Jung reprend souvent, de manière synonyme) de l'archétype, au-delà de sa forme symbolique et c'est pour cette raison qu'ils sont considérés au sein de la thérapie jungienne car ils renseignent sur l'attitude du conscient face aux nécessités biologiques. Dans tous les cas, les archétypes et leurs dynamiques font qu'ils sont souvent confondus avec les instincts même si « les structures archétypes ne sont pas des formes statiques. Ce sont des éléments dynamiques, qui se manifestent par des impulsions tout aussi spontanément que les instincts ».

## La psychothérapie analytique
La psychologie analytique s'est nourrie principalement des cas d'analyses, d'abord conduites par Jung, puis par ses continuateurs. Les psychothérapeutes d'inspiration analytique n'ont en effet jamais cessé de pratiquer l'analyse parallèlement à ses recherches. Rattachée aux « psychothérapie d'inspiration psychanalytique » (PIP), la démarche dite « jungienne » diverge néanmoins de l'analyse type de Freud, par le cadre éthique qu'elle instaure, et par les techniques mises en œuvre.

### Le cadre thérapeutique et éthique

#### Déontologie et conduite de l'analyse
Formellement, l'analyse jungienne diffère peu de celle de la psychanalyse traditionnelle. Elle porte en effet sur un nombre de séances hebdomadaires allant de une à deux et sur une méthode de discussion, d'élaboration et d'abréaction semblable, et dure en moyenne trois ans. Néanmoins la position spatiale de l'analyste et de l'analysé peut différer ; ceux-ci sont soit en face-à-face ou bien le thérapeute jungien a recours à un divan.
Des éléments non analytiques peuvent prendre place, tels que l'imagination active ou le jeu de sable, la peinture ou toute autre forme de créativité. L'entretien peut-être parfois semi-directif (alors que la cure psychanalytique est un entretien non-directif). L'individu est au centre de la thérapie, comme l'explique Marie-Louise Von Franz dans Psychothérapie. L'expérience du praticien, ouvrage dans lequel elle récapitule la pensée de Jung sur ce point. Le transfert est recherché (au contraire de la cure psychanalytique, qui en distingue des hostiles) et l'interprétation des séries de rêves est l'un des piliers de la thérapie jungienne. Pour le reste, les règles s'apparentent à la psychanalyse classique : l'analyste examine l'association libre et vise la neutralité et l'éthique, celle-ci étant entendue comme le respect du rythme de développement du patient. En effet, l'analyse jungienne ne vise pas seulement et uniquement l'examen du passé du patient, mais a pour tâche de reconnecter la conscience avec l'inconscient et ainsi permettre une adaptation avec la vie sociale et émotionnelle.
La névrose est en effet le symptôme non d'un retour du refoulé mais d'une incapacité éthique et fonctionnelle, parfois somatique, à faire face à certains aspects de la réalité. L'inconscient est, dans l'analyse jungienne, la source de l'éthique et elle a pour tâche de mettre à la conscience l'ombre du patient, d'autant plus que « les processus inconscients mis en jeu dans le transfert induisent une relation de dépendance de l’analysant qui perd ses défenses et ses repères habituels. Ceci demande que l’analyste soit le garant de la relation transférentielle ». C'est pourquoi les analystes jungiens doivent avoir une solide culture générale, notamment en références aux symboles et en déontologie professionnelle. Leur formation est longue (cinq ans après la formation initiale de psychologue, psychiatre, ou de travailleur social en général). En France par exemple, la Société française de psychologie analytique forme les analystes d'obédience jungienne.

#### «Travail intérieur» et individuation
La psychothérapie issue de la psychologie analytique repose sur les postulats décrits par Jung, considérés comme des concepts opérants et mis en cohérence par le « travail intérieur », c'est-à-dire l'individuation. « Chaque vie est un déroulement psychique » indique Jung, et il précise que « La tâche la plus noble de l’individu est de devenir conscient de lui-même ». La thérapie jungienne a pour but l'individuation, mais elle s'adresse aussi à la cure des symptômes immédiats comme la névrose ; elle se veut une thérapie « synthétique-herméneutique ».
Pour la psychologie analytique, la thérapeutique s'enracine dans le vécu et le quotidien du patient : « La psychanalyse et vie ne sont pas séparées. Quand une analyse authentique s’est déroulée, l’individu devient apte à entretenir avec son inconscient, tout au long de sa vie, une relation, un dialogue dans lequel le moi laisse advenir ce qui émerge de l’inconscient, le considère attentivement, s’y confronte et l’évalue. Ce n’est qu’à l’issue de ce processus qu’une position de sujet peut apparaître ». Si la plupart des continuateurs de Jung mettent en œuvre une psychothérapie similaire à la sienne, quelques-uns en mettent en cause certains points. James Hillman, par exemple, se focalise davantage et exclusivement sur l'émotion véhiculée par l'image, se passant de toute interprétation littérale et intellectuelle. D'autres se concentrent sur l'enfant exclusivement, comme Clifford Mayes, en utilisant la catharsis. D'autres encore, tels que Michael Fordham, s'appuient sur les effets de dé-intégration et de la re-intégration depuis l'enfance.

### Techniques mises en œuvre: imagination active et dialogue intérieur
L'imagination active est une méthode qui permet de donner une forme sensible aux images de l'inconscient et de s'y confronter dans le cas où est ressentie une perturbation émotionnelle, permettant ainsi un élargissement de la conscience. Elle consiste ainsi à fixer son attention sur cette émotion, et, plus généralement, sur les fantasmes inconscients portés à la conscience, puis de les laisser se développer librement, sans que la conscience n'interfère. L'utilisation de techniques artistiques est recommandée. Elle conduit donc à « relier les plans conscients et les plans inconscients » ou à donner vie aux images spontanées.
Le dialogue intérieur est la seconde technique utilisée en psychothérapie jungienne ; c'est une méthode très similaire à celle de l'imagination active. L'analyste jungien Anthony Steven explique que le dialogue intérieur permet de représenter les archétypes sous les traits de figures autonomes personnifiées qu'il nomme daimon. Charles Baudouin en fait une « variante » de l'imagination active, qui représente ce « théâtre intérieur » de la psyché et de l'être. Le dialogue intérieur est devenu un outil de développement personnel grâce à Hal Stone et Sidra Stone, un couple d’analystes américains d’inspiration jungienne. Ils en ont fait une thérapie brève à part entière dont « l’objectif est de mieux se connaître en donnant la parole aux sous-personnalités contraires (ou « voix ») et contradictoires qui nous habitent et que nous brimons ».

## Critiques de la psychologie analytique ou critique ad hominem de Jung?
La psychologie analytique est, dès sa fondation, l'objet des critiques venant de la sphère psychanalytique ; Sigmund Freud, en premier lieu, voit en l'œuvre de Jung celle « d'un mystique et d'un snob ». Les tenants du freudisme multiplièrent durant tout le XXe siècle les critiques, portant principalement sur le caractère mystique des écrits de Jung. D'autres analystes, en particulier des praticiens jungiens, dénoncent le « culte de la personnalité » autour du psychiatre suisse. Enfin, sa collusion avec le nazisme, durant la Seconde Guerre mondiale, demeure l'une des polémiques les plus récurrentes.

### Richard Noll et la «prophétie» de C. G. Jung
La critique du psychiatre américain Richard Noll, qui publie deux ouvrages (Le Culte de Jung, 1994 et Le Christ aryen, 1997) examinant l'ambivalence du personnage de Jung, est la plus acerbe à l'encontre des collusions du psychiatre suisse. Son argumentation assimile Jung à un gourou aux délires de grandeurs et pétri de théories racistes et nazies, promoteur d'un christianisme intégriste. Selon lui, Jung est en réalité un « prophète völklich » qui, se faisant toutefois passer pour chrétien, œuvre pour le retour du paganisme. Ainsi, derrière l'arrière-plan des accusations de collusion avec le nazisme, critique qui existe également chez Ernest Jones, ce que reproche Noll, c'est la tentative que Jung a selon lui entreprise, via le culte de sa personne comme modèle et prophète, à savoir restaurer le paganisme : « De même que Julien, Jung se présenta pendant de nombreuses années comme chrétien, alors qu’il pratiquait le paganisme dans l’intimité ». Noll considère aussi que Jung est un habile menteur n'ayant jamais cru à ses concepts originaux, œuvrant pour la déconfiture du monde religieux : « je suis convaincu – et c’est l’un des arguments de cet ouvrage – que Jung a fabriqué délibérément, et quelque peu trompeusement, ce masque du vingtième siècle pour rendre sa vision du monde magique, polythéiste et païenne plus acceptable à une société laïcisée, conditionnée à ne respecter que les idées d’apparence scientifique ».
Néanmoins, ces ouvrages sur Jung sont considérés par la plupart des psychologues et historiens de la psychanalyse comme des attaques personnelles. Élisabeth Roudinesco notamment argumente : « Même si les thèses de Noll sont étayées par une solide connaissance du corpus jungien (…), elles méritent d’être réexaminées, tant la détestation de l’auteur vis-à-vis de son objet d’étude diminue la crédibilité de l’argumentation ». Richard Noll affirme également que dans la fameuse tour de Bollingen, Jung, franc-maçon, fait représenter un certain nombre « d'outils et de symboles maçonniques et alchimiques ».

### Critique du «culte de la personnalité» de C. G. Jung
L'analyste jungien britannique Andrew Samuels dans Jung and the PostJungians explore le milieu de la psychologie analytique, éclairant les nombreuses dissensions internes autour de concepts clés de Jung mais en raison des divergences de personnes également. Dans Controversies in Analytical Psychology, Robert Withers examine la prépondérance de la figure de Jung sur la psychologie analytique, ce qui aboutit à un véritable culte de la personnalité. Lors de la fondation du Club de psychologie de Zurich, explique-t-il, les critiques quant à ce culte autour de Jung existent déjà. Hans Rudolf Wilhelm, suivant Oskar Pfister, prétend que Jung a accumulé autour de lui une « mafia pour anéantir Franz Riklin », son premier partisan. Plus tard, en 1948, Medard Boss et Hans Trüb se démarquent aussi de l'approche jungienne originelle.

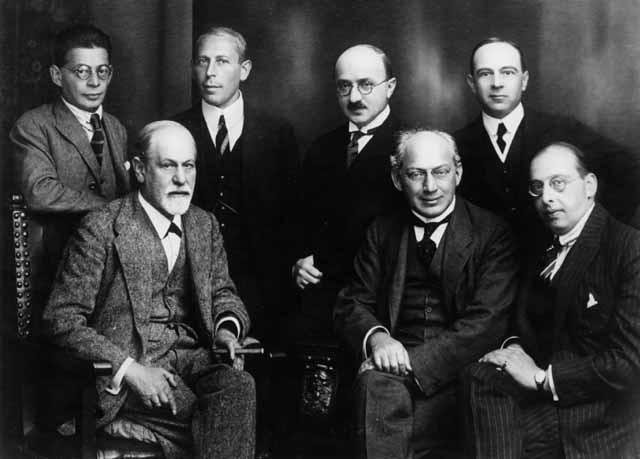
Sigmund Freud ainsi que ses partisans ont été les critiques principaux de la psychologie analytique.

### Critiques venant de la psychanalyse freudienne
Du point de vue psychanalytique, nombre d'analystes continuateurs de Freud se sont prononcés sur le « cas de Jung ». Dominique Bourdin, agrégé de philosophie et docteur en psychopathologie et psychanalyse, stigmatise Jung dans La Psychanalyse, de Freud à aujourd'hui : « Renonçant aussi bien à l'importance de la sexualité infantile qu'au rôle organisateur de la crise œdipienne dans l'histoire singulière de chaque individu, Jung est sorti de la psychanalyse – même s'il continue à utiliser ce terme, désormais compris comme analyse de contenus psychiques généralement inconscients (...). Peut être est-ce un prophète du « retour du religieux », indépendamment des Églises traditionnelles, et en précurseur du courant spirituel du New Age, selon lequel nous entrons désormais dans « l'ère du Verseau », que nous pourrions le décrire le plus adéquatement. Ce faisant, il a délibérément quitté le terrain des sciences humaines et de la pensée rationnelle ».
Karl Abraham est le premier à établir, alors que Jung était encore rattaché officiellement à Freud, une critique argumentée. Dans son écrit « Critique de l'essai d'une présentation de la théorie psychanalytique de C. G. Jung », Karl Abraham s'attaque aux postulats de la psychologie analytique. Il dénonce le « délayage de l'inconscient » opéré par le psychiatre suisse. La « teinte religieuse » du concept, qui devient dès lors un « arrière-plan mystique » fait de Jung un « théologien » et non plus un psychanalyste. Cette critique est récurrente dans la littérature psychanalytique.
Yvon Brès explique quant à lui que le concept jungien d'inconscient collectif « témoigne également de la facilité avec laquelle on peut glisser du concept d'inconscient psychologique vers des perspectives relevant d'un univers de pensée étranger à la tradition philosophique et scientifique dans laquelle ce concept est né ». La seconde génération de psychanalystes freudiens, représentée par Donald Woods Winnicott ou Jacques Lacan par exemple, perpétuent la critique. La synthèse critique est réalisée par Edward Glover, continuant celle d'Ernest Jones, dans l'ouvrage Freud ou Jung (1941).
Au XXIe siècle, Alain Amselek, dans Le Livre Rouge de la psychanalyse, critique la tendance de Jung à être fasciné par l’image et à réduire l’humain à l’archétype. Il montre que Jung vit dans le monde des Idées et des abstractions, dans le monde des livres et des vieux secrets perdus dans les grimoires. En fait d’empiriste, Jung est un idéaliste, pur raisonneur, qui a su montrer les talents incontestables de son intellect pour la spéculation et l’invention d’idées. Tout en se recommandant d’une épistémologie plus moderne et plus avancée que celle de Freud, Jung reste pris dans son intellectualisme et dans un provincialisme étroit. Ses hypothèses sont déterminées en fait par la conception du monde qui préexiste chez lui et dont il a sans cesse cherché des confirmations dans les vieilles traditions de l’Europe médiévale et occidentale.